# Петроглифы Сикачи-Аляна
Петрогли́фы Сикачи́-Аля́на (Амурские петроглифы) — наскальные изображения (петроглифы) на поверхности (преимущественно) базальтовых валунов, разбросанных на протяжении 6 км вдоль берега Амура в Хабаровском районе, возле нанайского села Сикачи-Алян и села Малышево. Место религиозного поклонения (шаманизм) и этнический символ нанайцев.
Ранние петроглифы относятся к неолитической осиповской культуре, предположительно датируются не ранее 10-го тысячелетия до н. э., выдолблены каменными орудиями. Поздние петроглифы датированы первыми веками нашей эры и выдолблены железными инструментами. 
В месте расположения петроглифов организован музей под открытым небом, где представлены все виды неолитических петроглифов Нижнего Приамурья. В других районах Хабаровского края тоже обнаружены петроглифы, однако встречается только одно-два изображения (или животные, или маски, или люди, но не все вместе, как на Сикачи-Аляне). 

## Описание памятника
На правом берегу Амура, где находится выход скальных пород (утёс), вблизи кромки воды свободно лежат базальтовые валуны с выдолбленными на их поверхности изображениями животных (лоси, лошади), сценами охоты, человеческими фигурами, сидящими людьми в лодках, антропоморфные шаманские маски-личины. 
Валуны расположены в затапливаемой зоне (в отдельные периоды года не видны), а  во время весеннего ледохода могут повреждаться льдинами. Вероятно, некоторые валуны перевёрнуты изображением вниз (соответственно, часть петроглифов ещё не открыта).
Всего сделано около 300 научных описаний отдельных наскальных изображений. К началу XX века сохранилось около 200 изображений, остальные же были утрачены (снесены проплывающими весной льдинами и находятся на дне реки).

### Изображения
Амурские петроглифы демонстрируют эволюцию стилей на протяжении тысячелетий, отличаются символизмом и сильными орнаментальными традициями. 
Наиболее древние изображения включают схематичные фигуры лошадей, лосей, лесных птиц и простые антропоморфные личины. Многие ранние петроглифы имеют широкий контурный желобок. Утверждается, что дикие лошади, изображённые на валунах, водились в Приамурье только в ледниковый период. 
В 4-3 тысячелетиях до н. э. появляются личины с геометрическим орнаментом. Личины разнообразны по форме (овальные, сердцевидные, трапециевидные) и размерам — от небольших (10-15 см) групповых композиций до крупных (до 60 см) одиночных изображений, занимающих всю поверхность камня. Орнаментальное заполнение (углы, треугольники, дуги), возможно, отражает традиции раскраски тела или татуировки. Некоторые личины дополнены радиальными лучами.
Во 2 — начале 1 тысячелетия до н. э. развивается декоративный стиль с характерными спиралями и концентрическими кругами, особенно в изображениях лосей. В первой половине 1 тысячелетия н. э. преобладает техника резьбы.

#### Фотографии валунов с петроглифами (нижняя группа)
Валуны с петроглифами находятся ниже (по течению Амура) села Сикачи-Алян, легко доступны для осмотра.

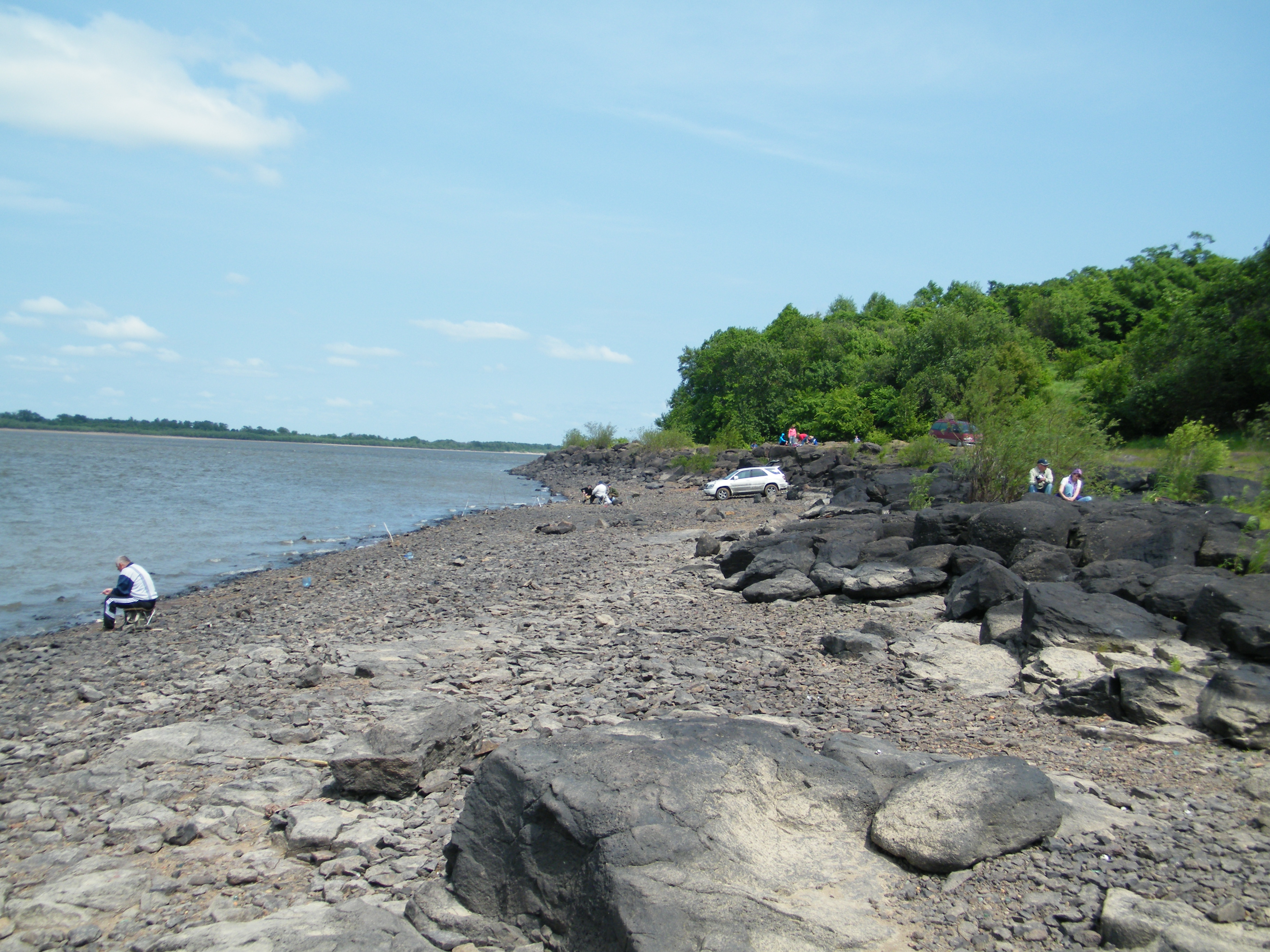
Берег Амура у нижней группы петроглифов
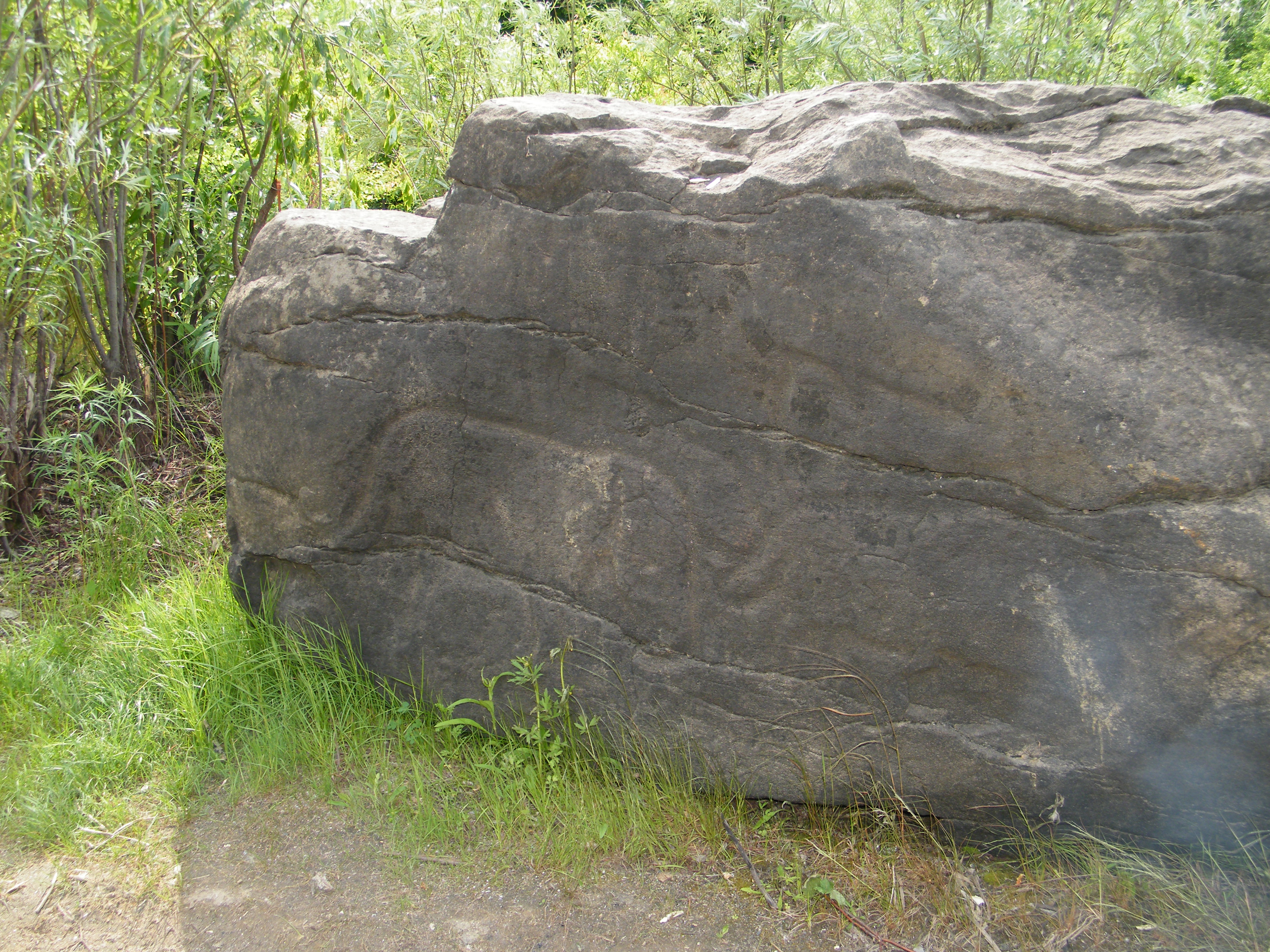
Наскальное изображение лошади
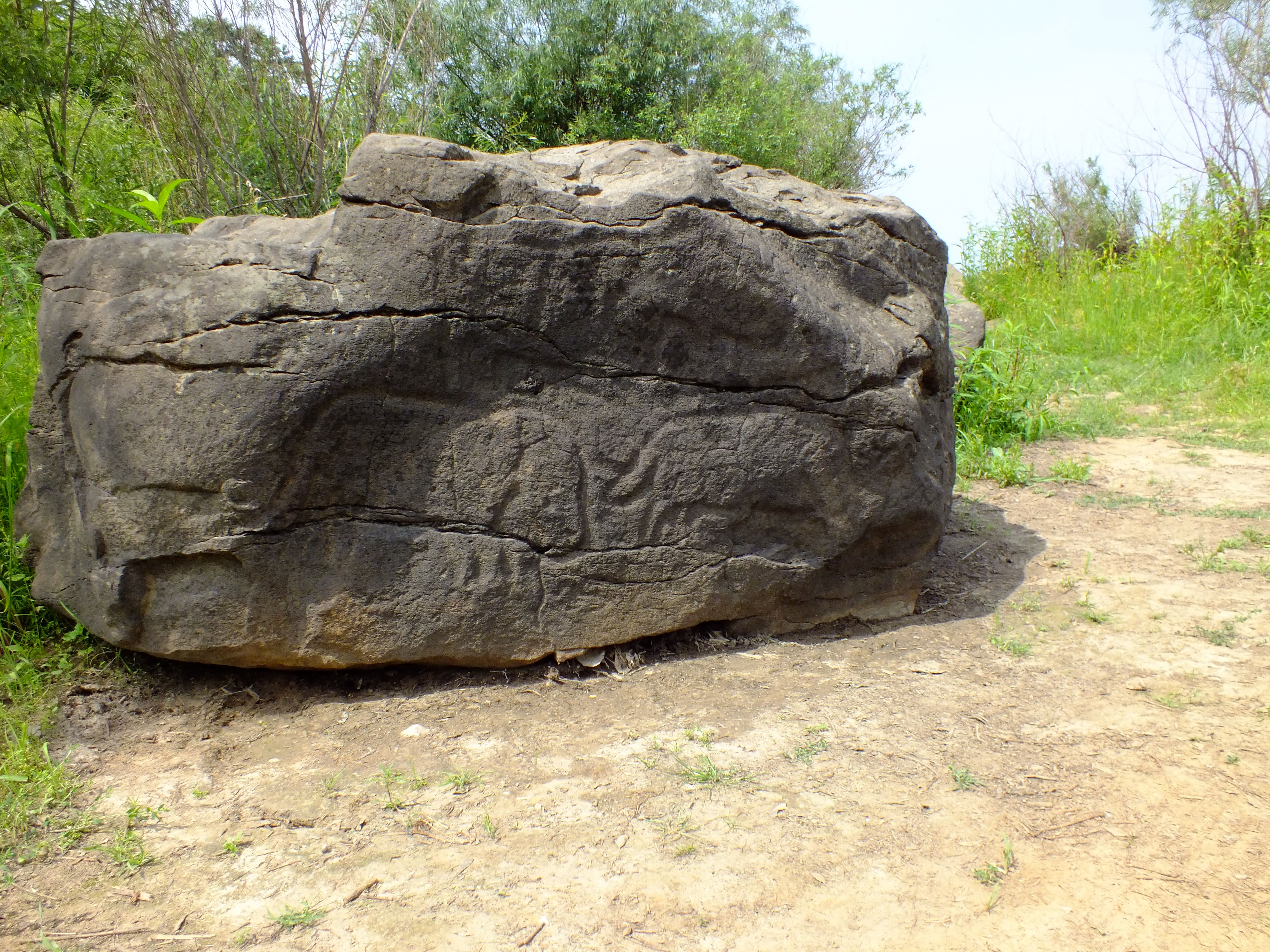
Мамонт и шерстистый носорог
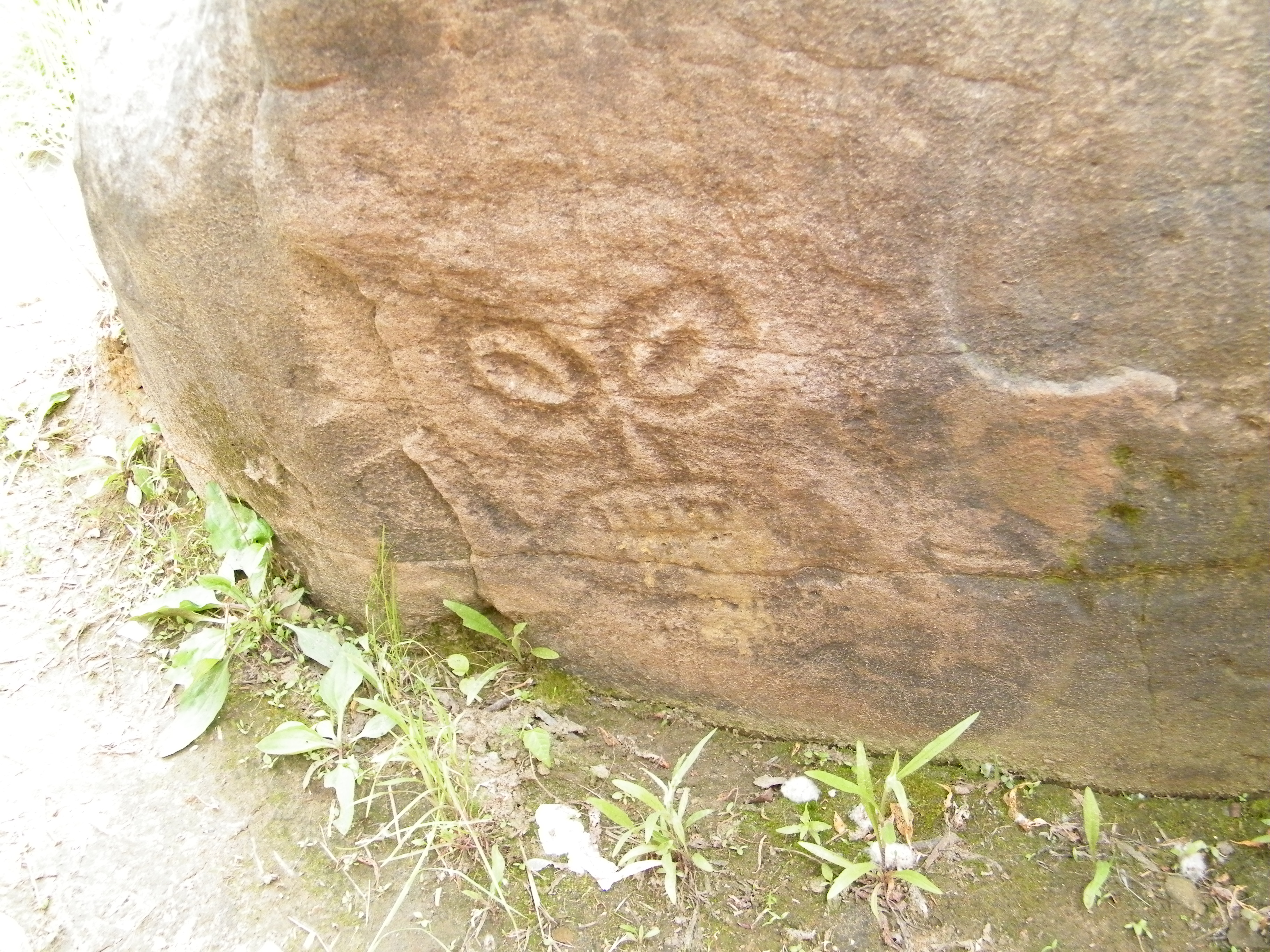
Личина
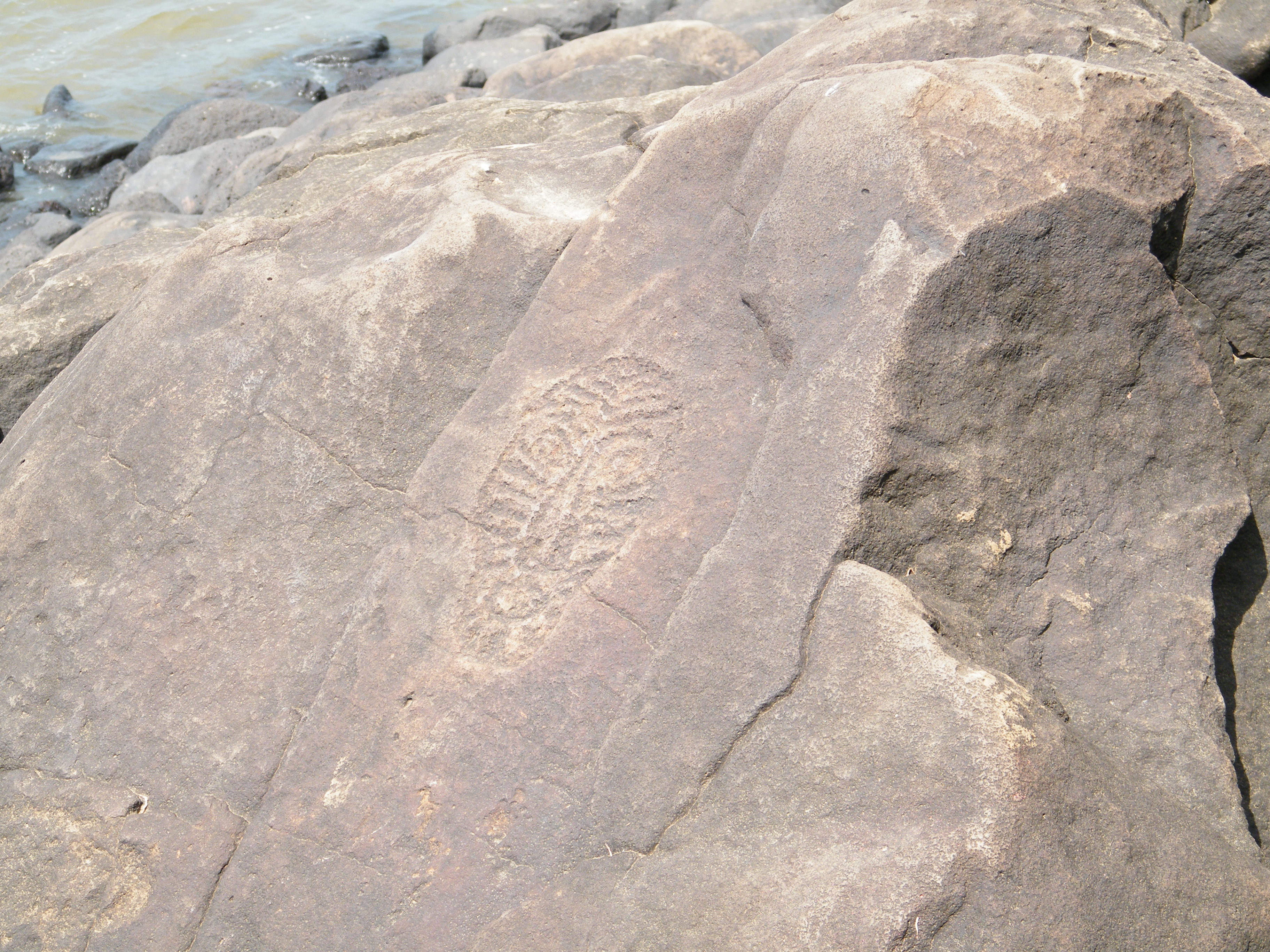
Маска
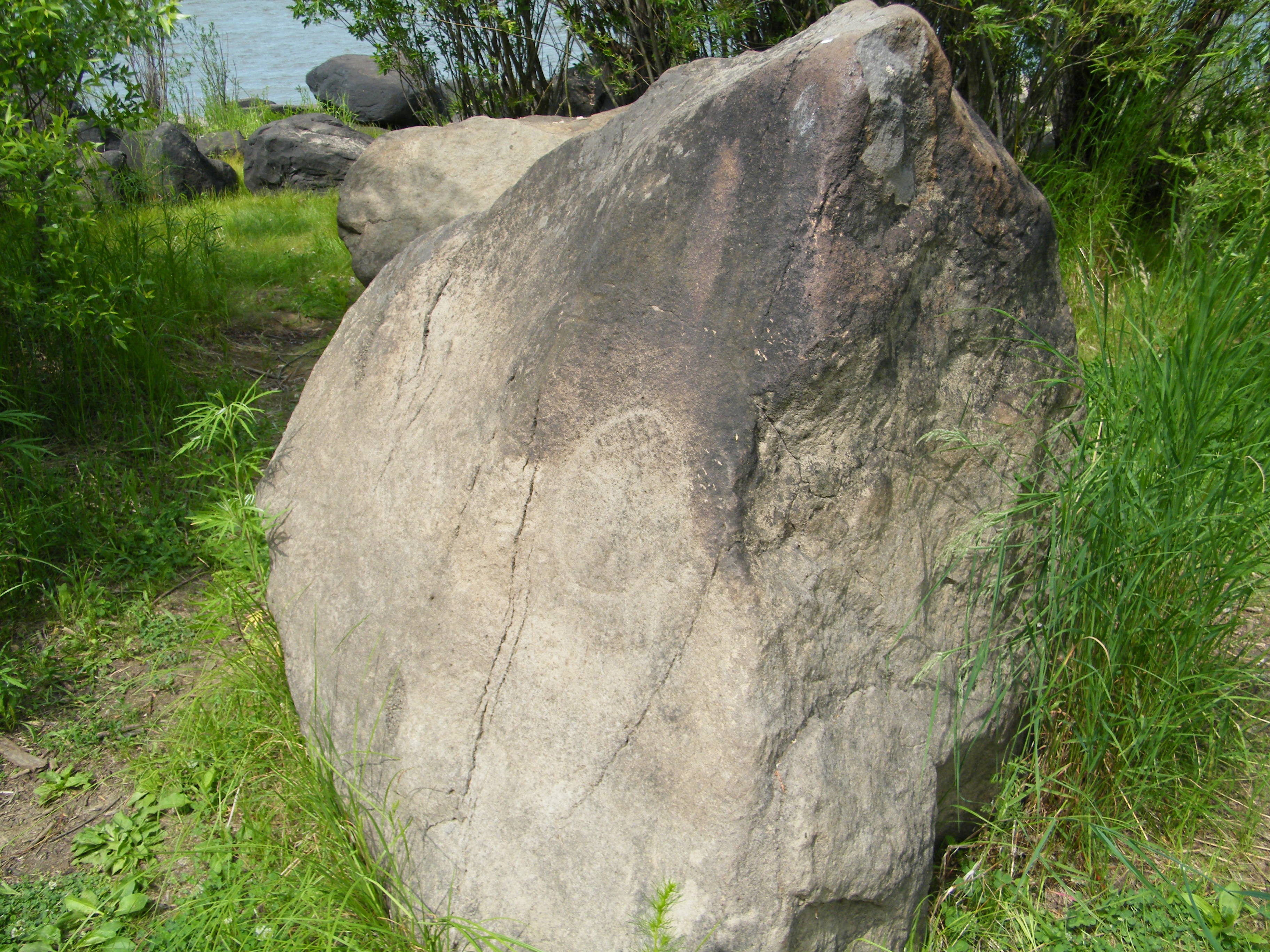
Маска
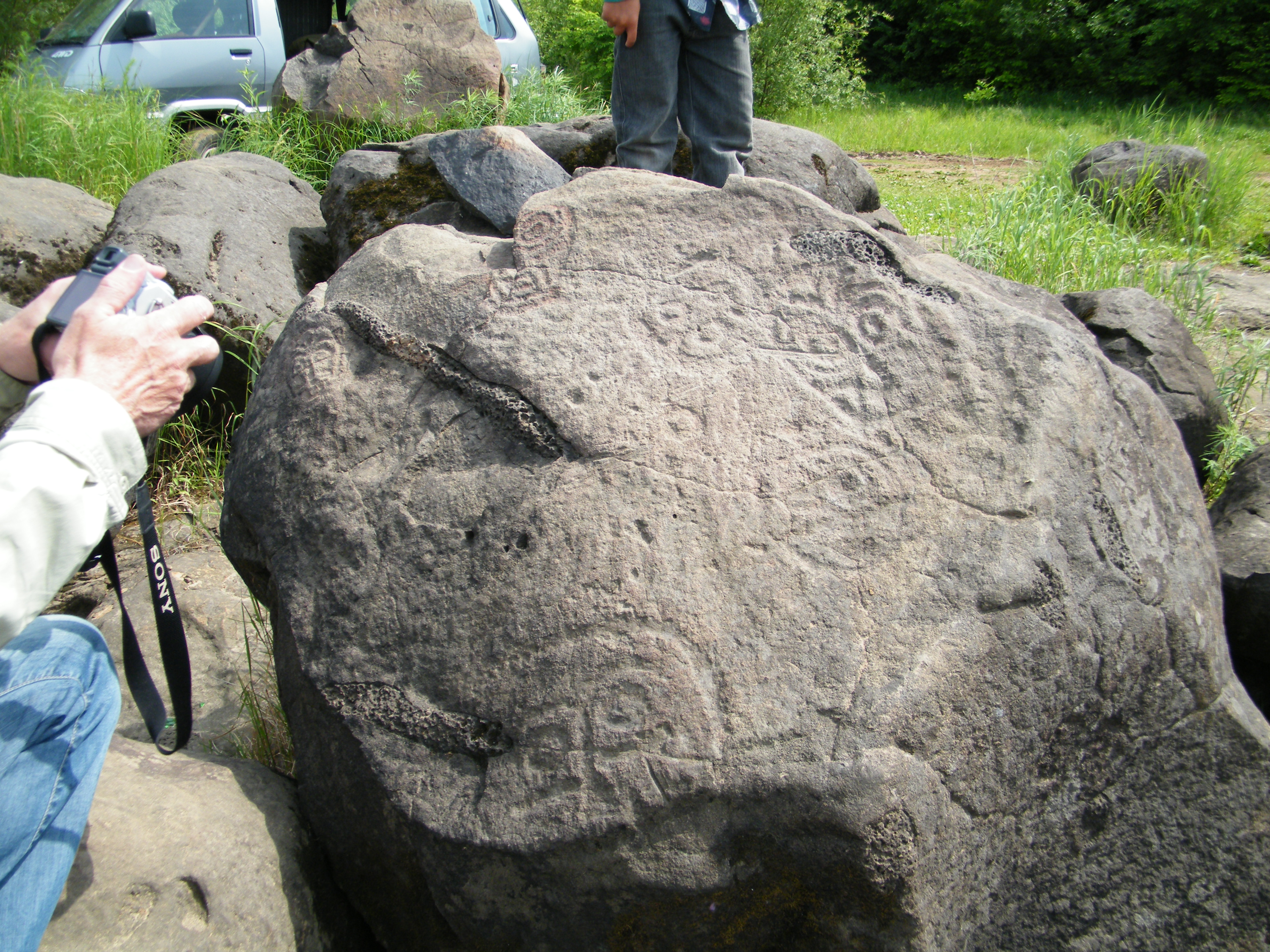
«Семь сестёр»
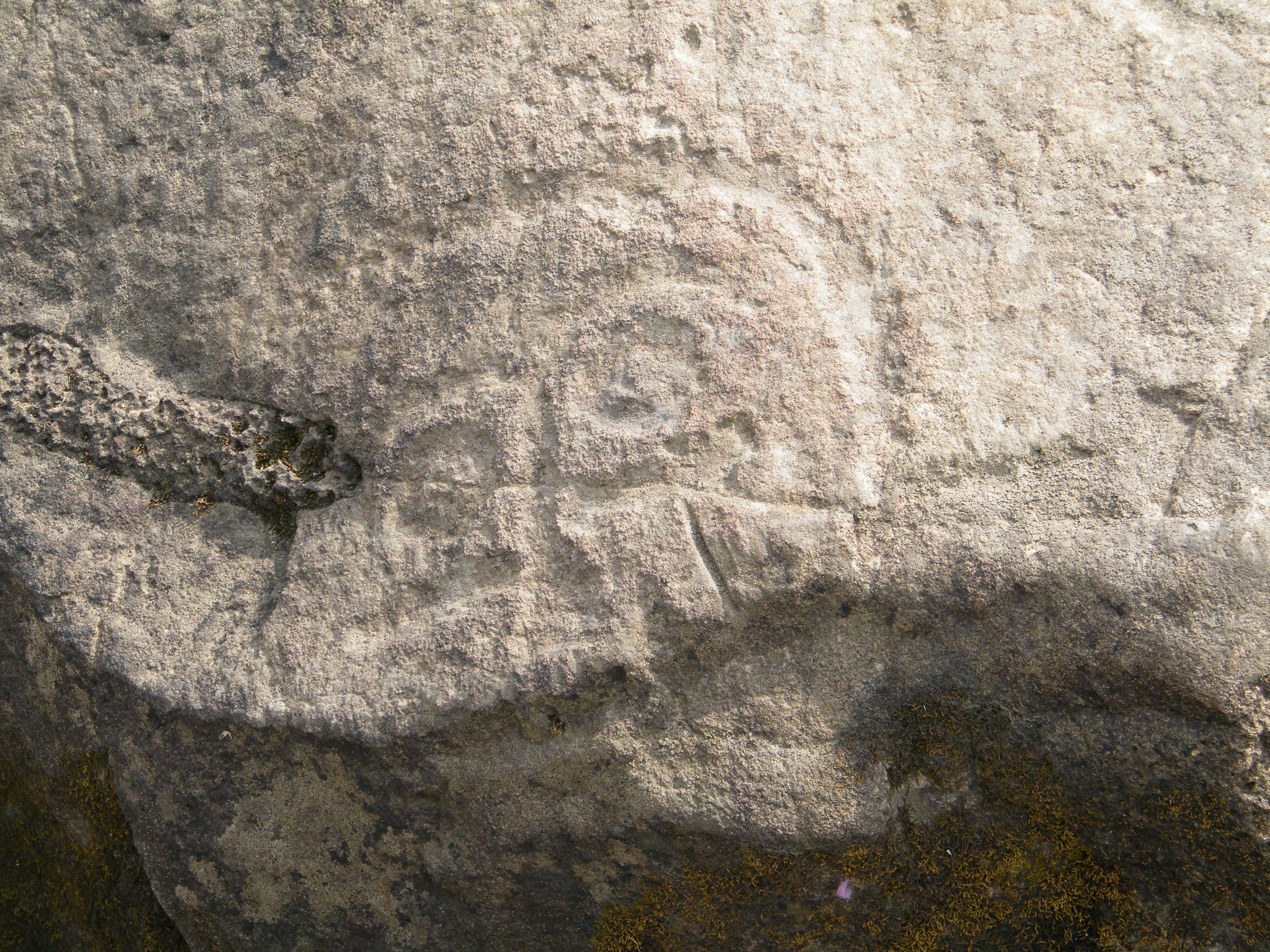
Маска одной из сестёр
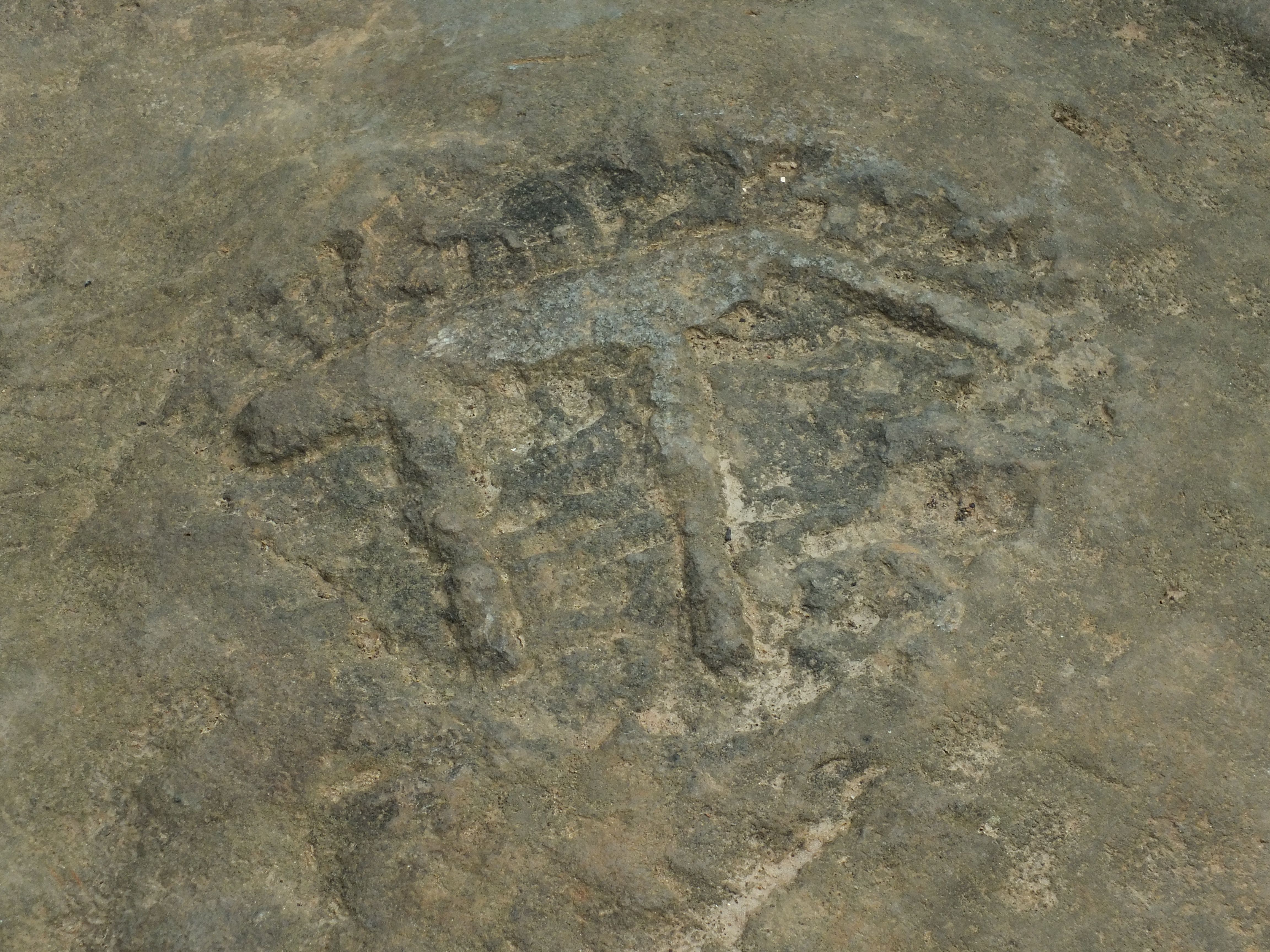
Зверь с хвостом
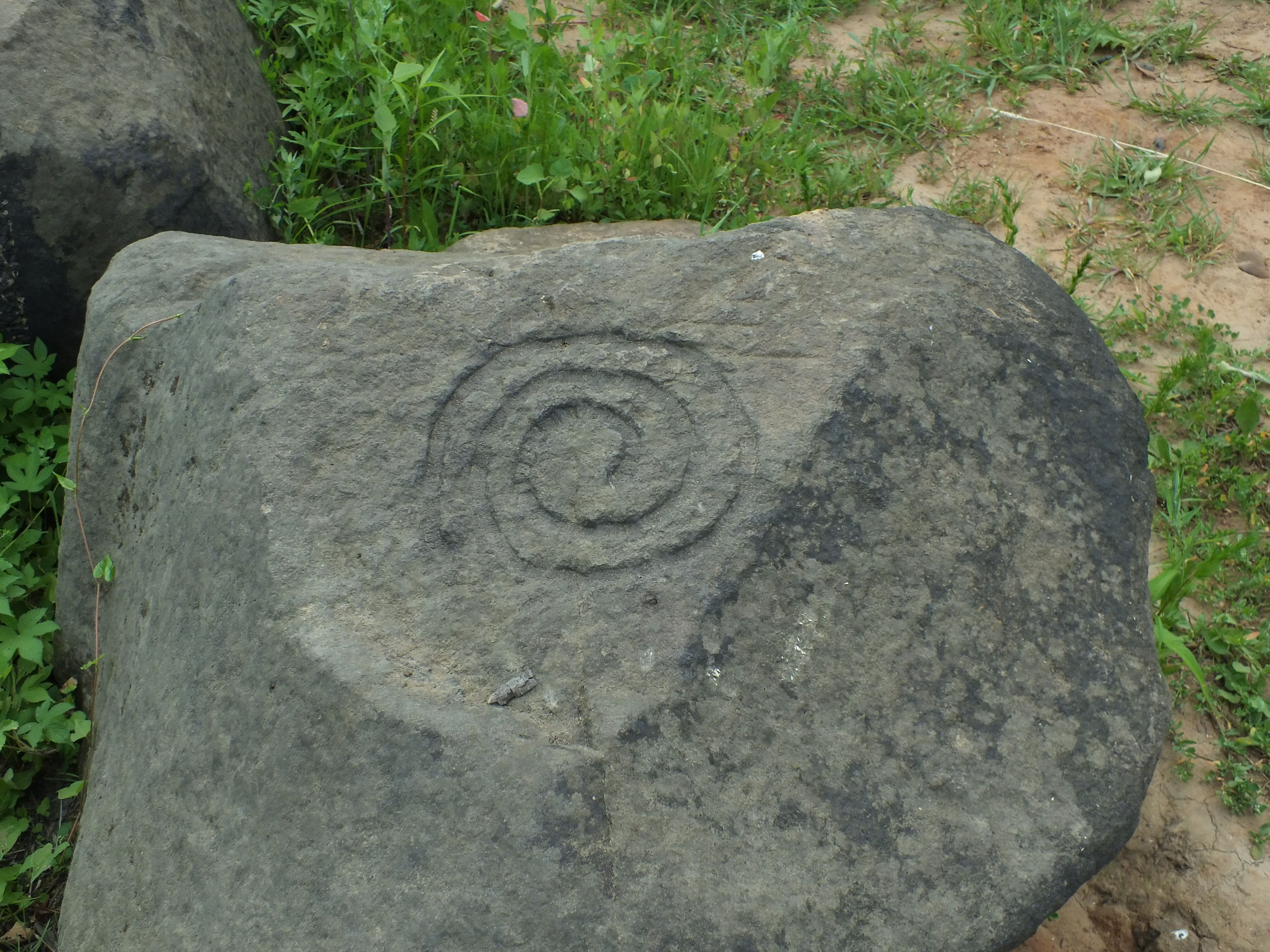
Спираль (улитка)
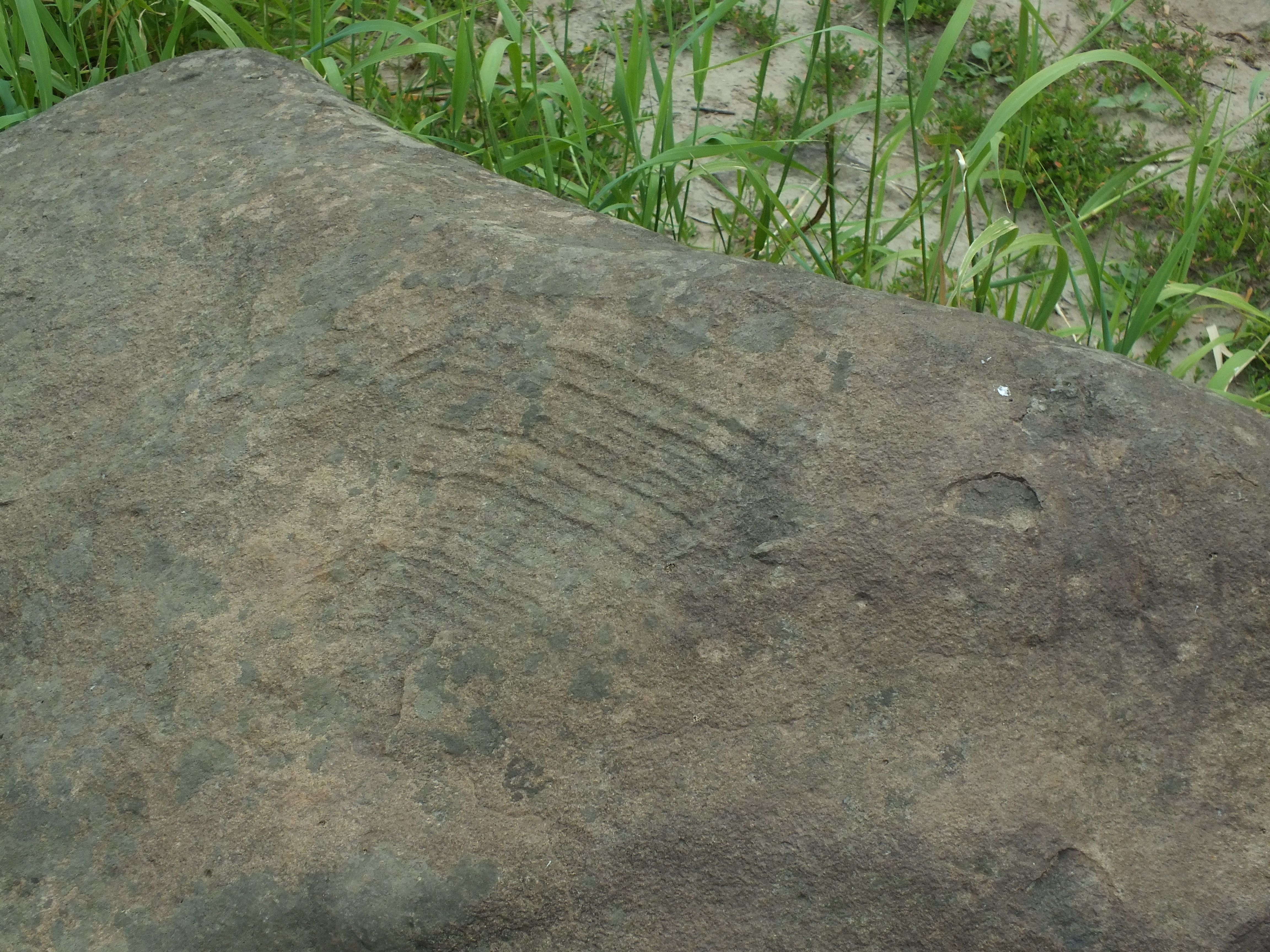
Узор
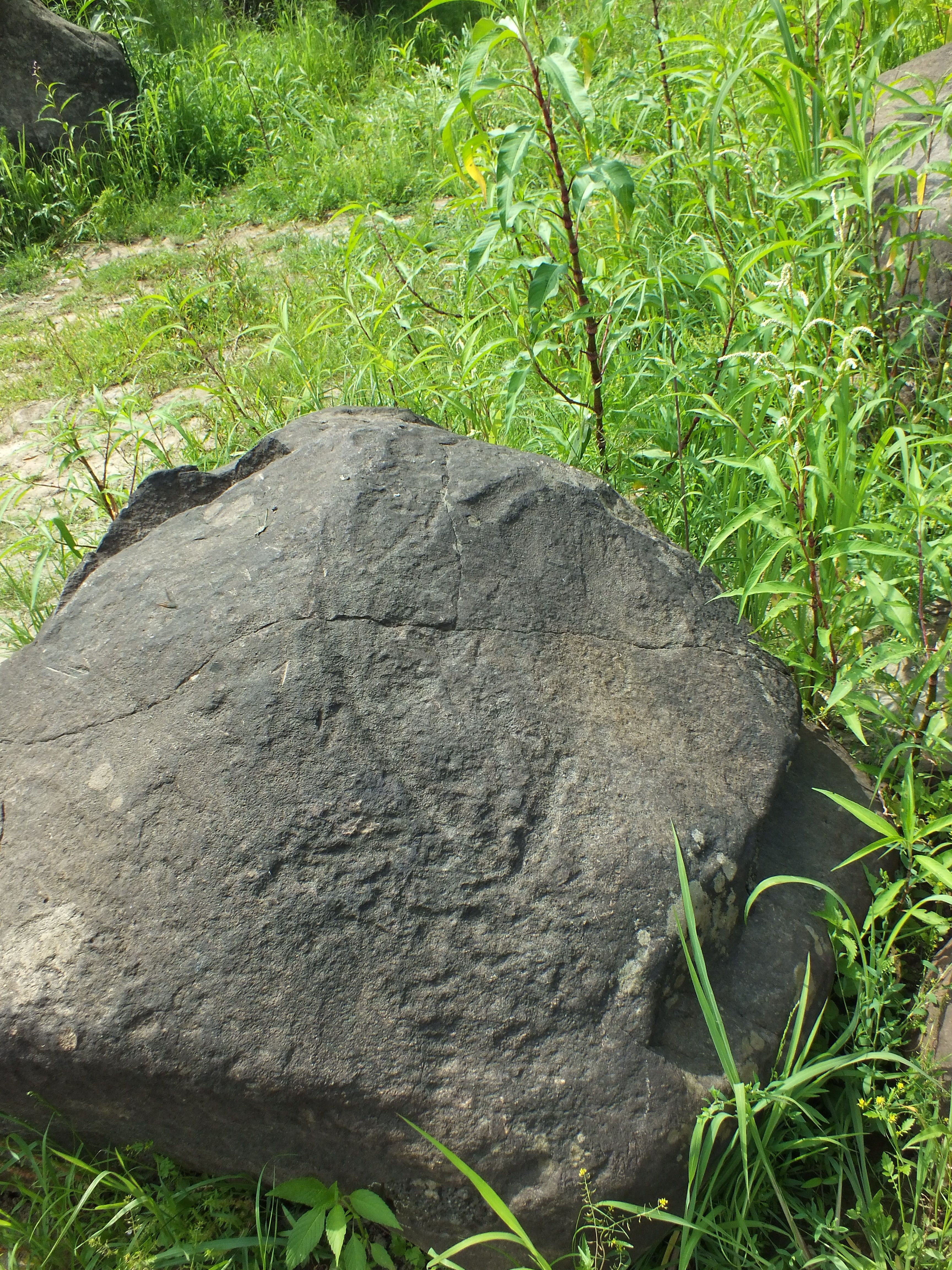
Узор
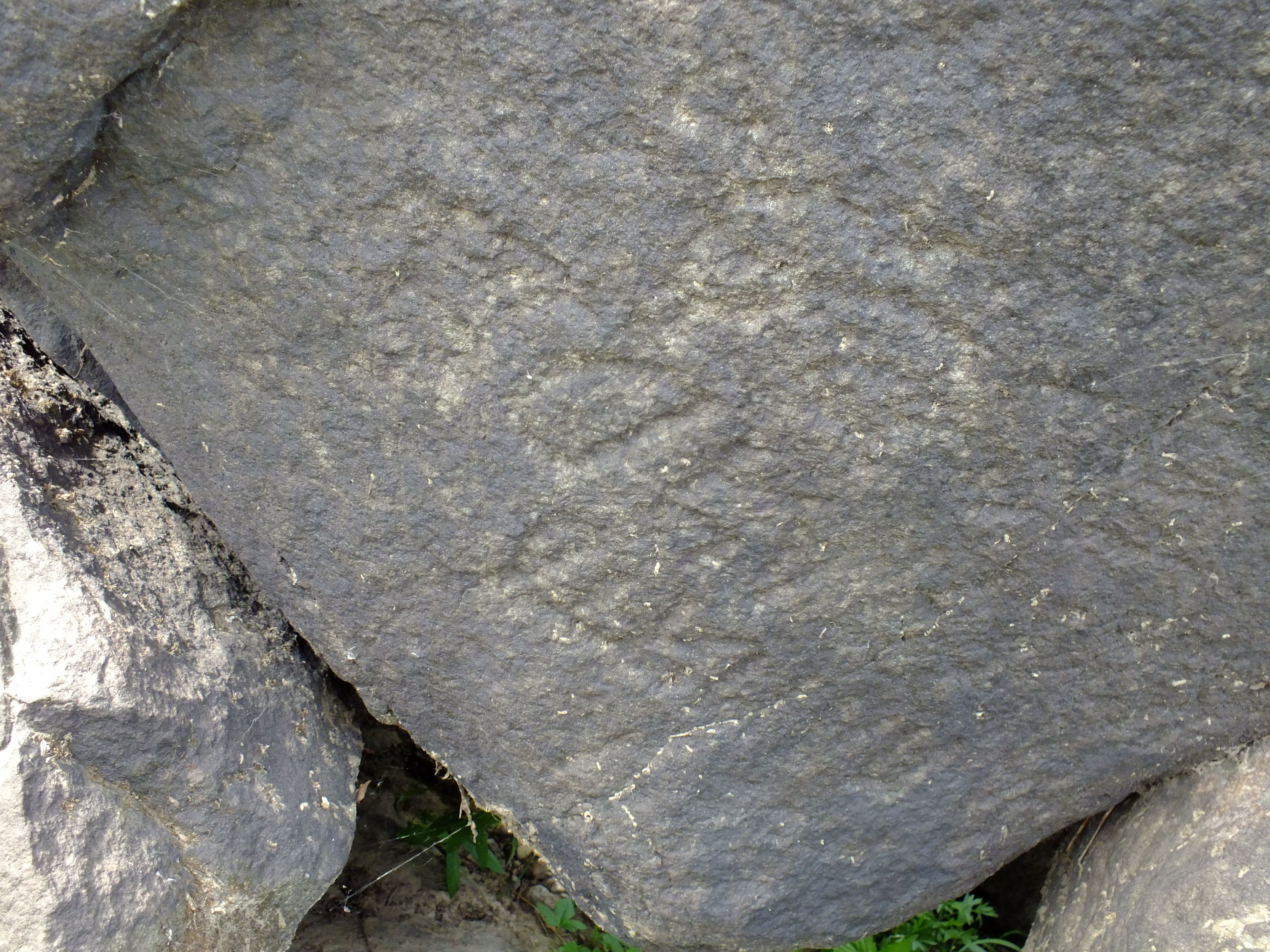
Узор или маска
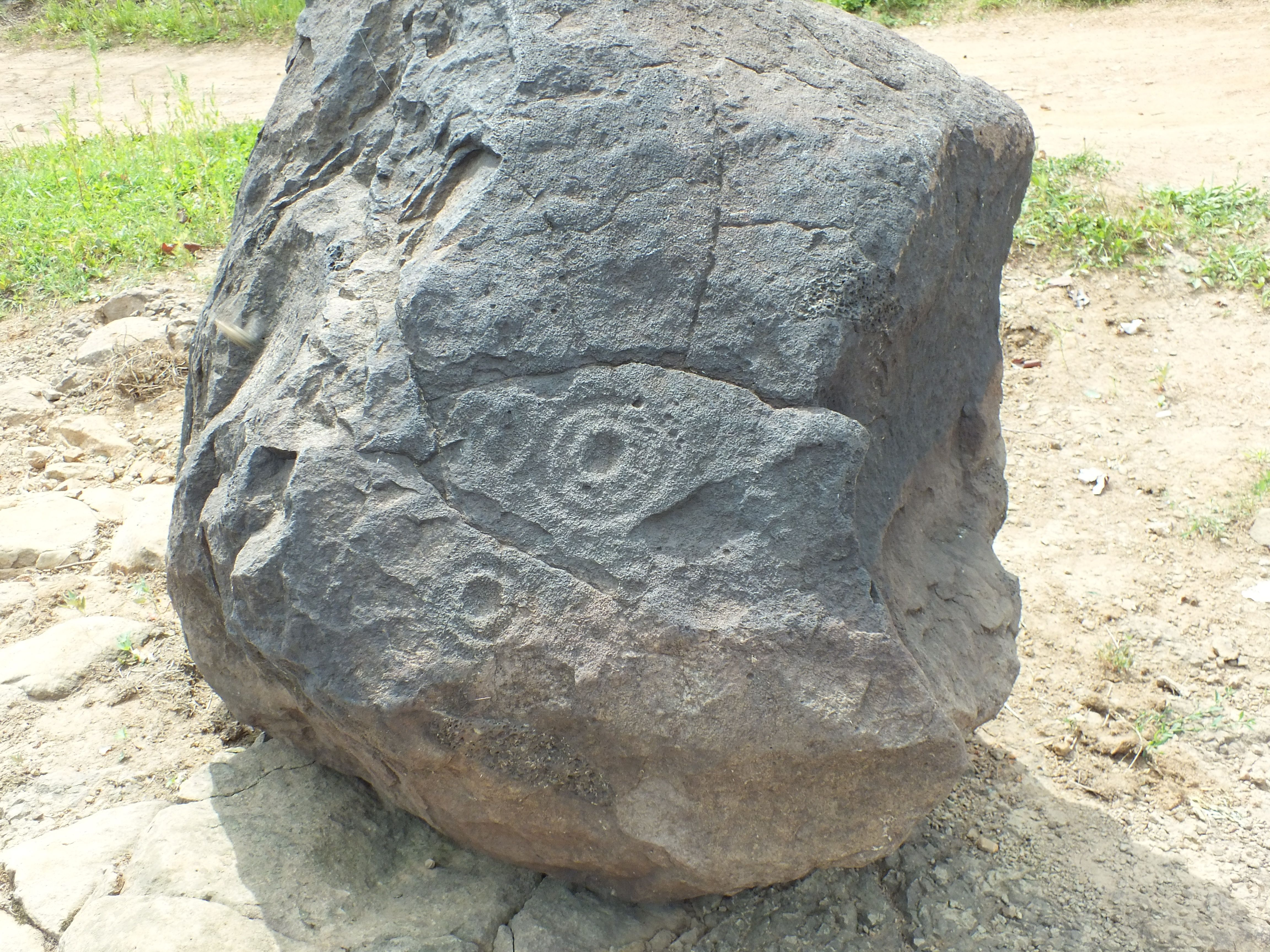
Круги
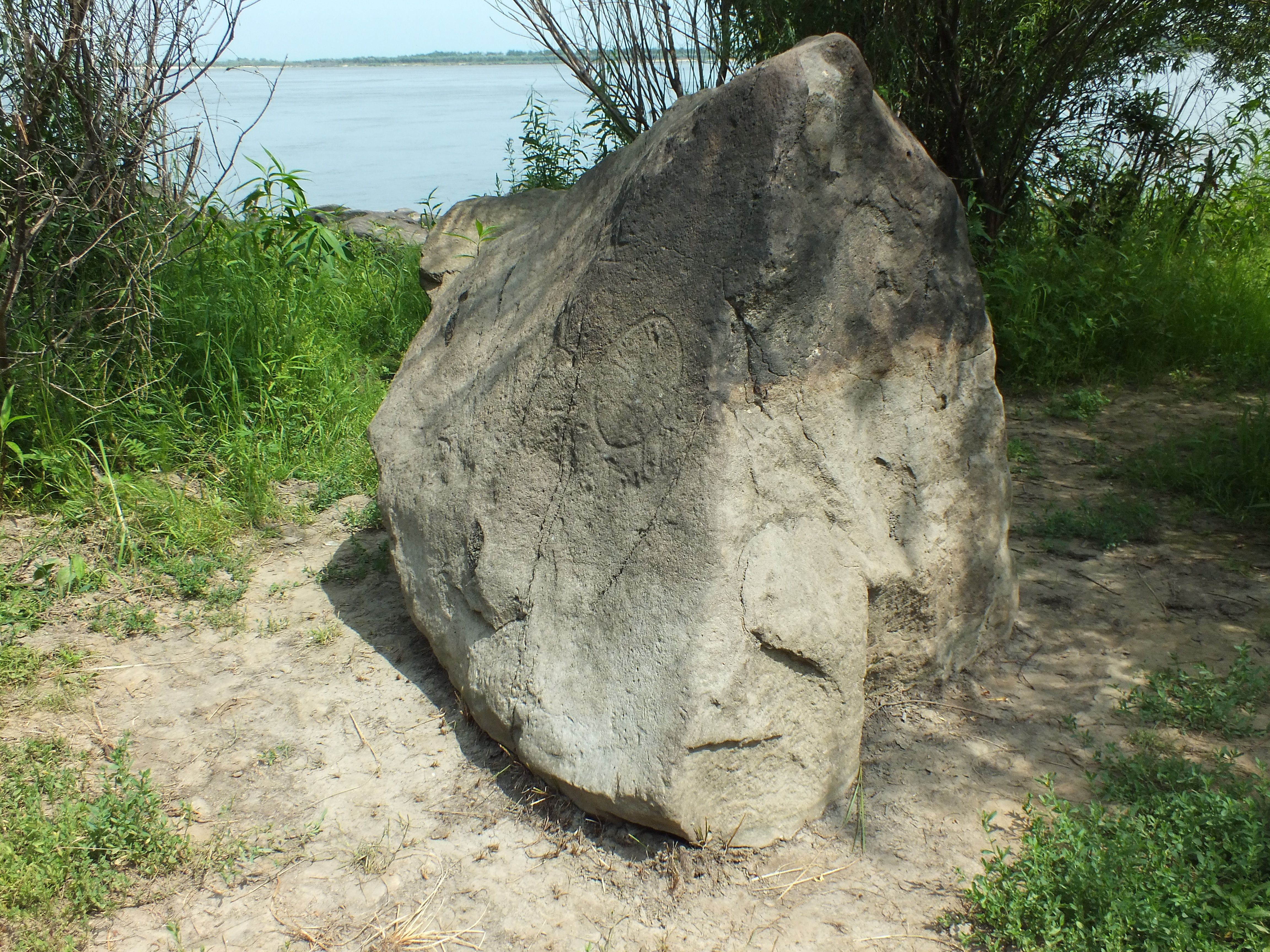
Овал с узором
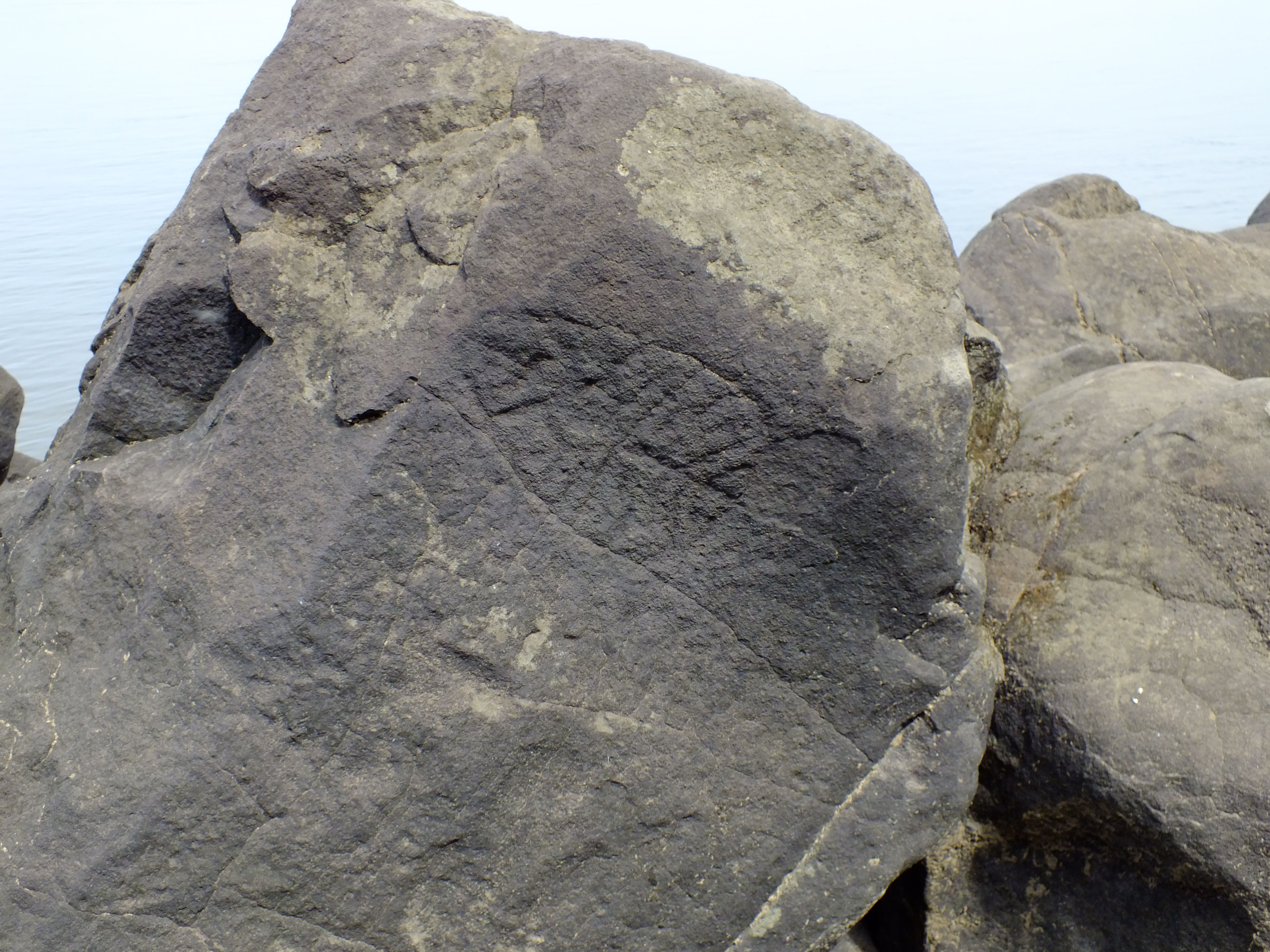
Личина

#### Фотографии валунов с петроглифами (верхняя группа)
Валуны с петроглифами расположены выше села Сикачи-Алян (по течению Амура). Верхняя группа петроглифов отделена от села речным заливом, для осмотра необходима моторная лодка (сильное течение).

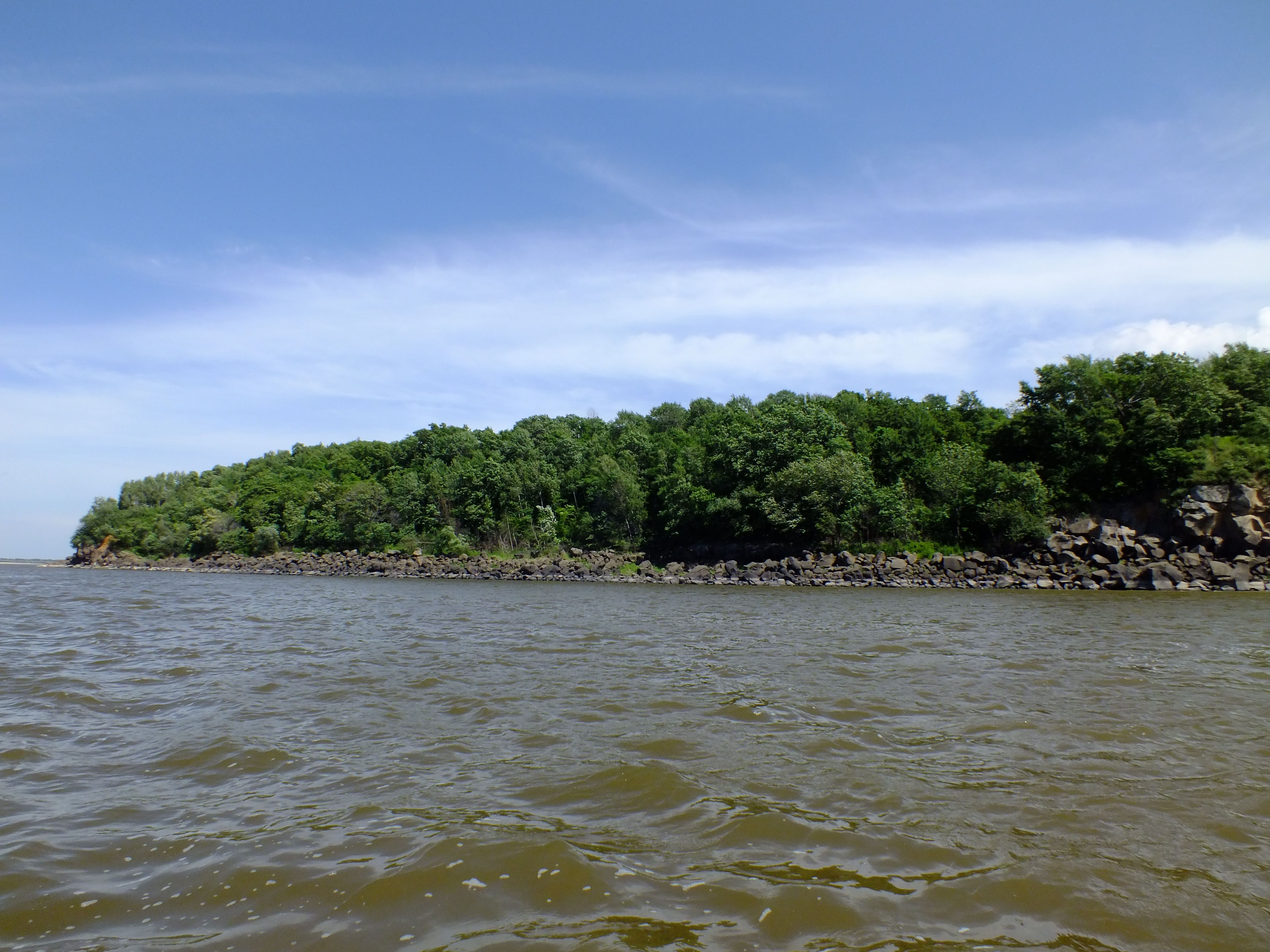
Берег Амура у верхней группы петроглифов
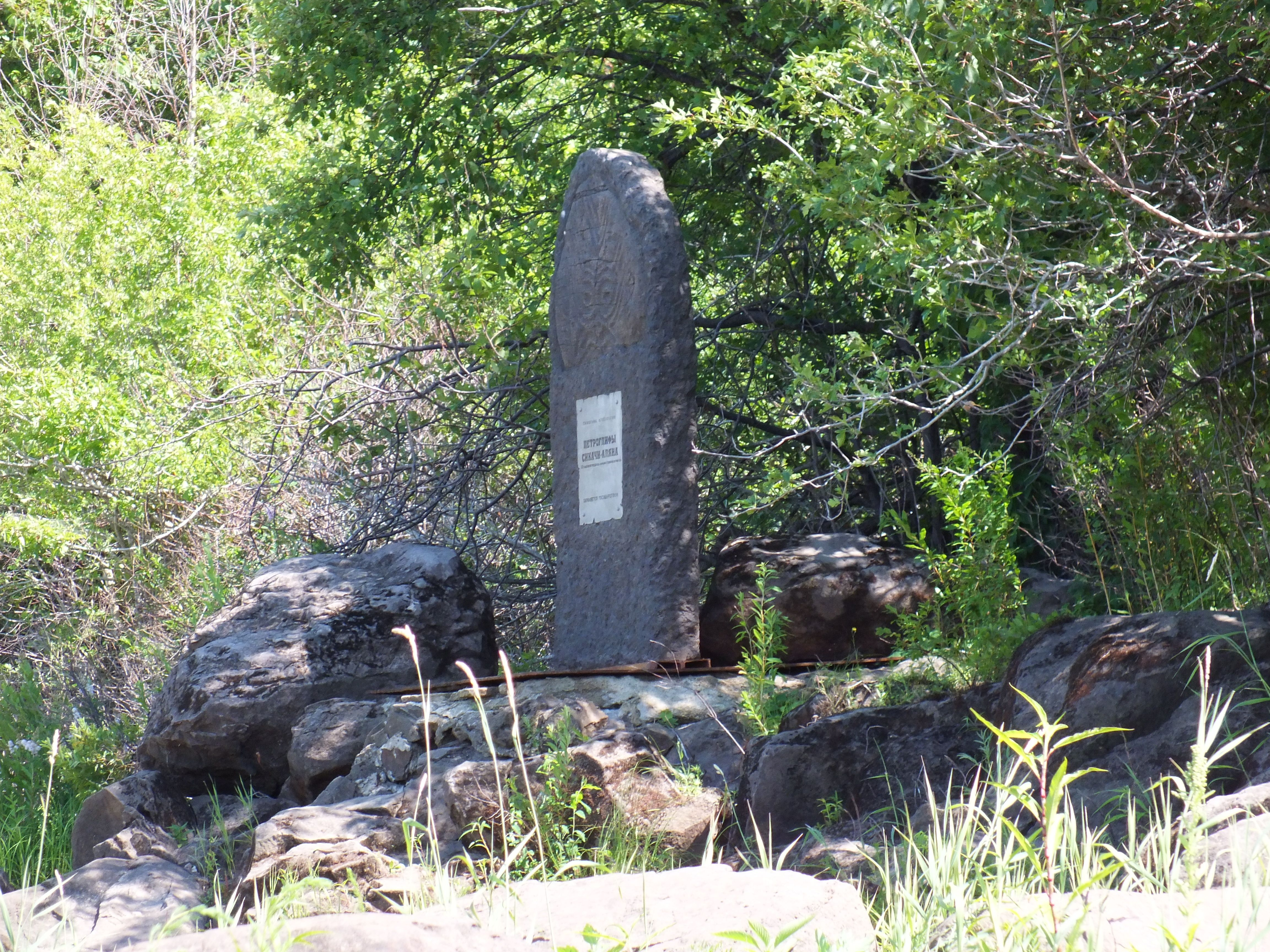
Стела на берегу у верхней группы петроглифов
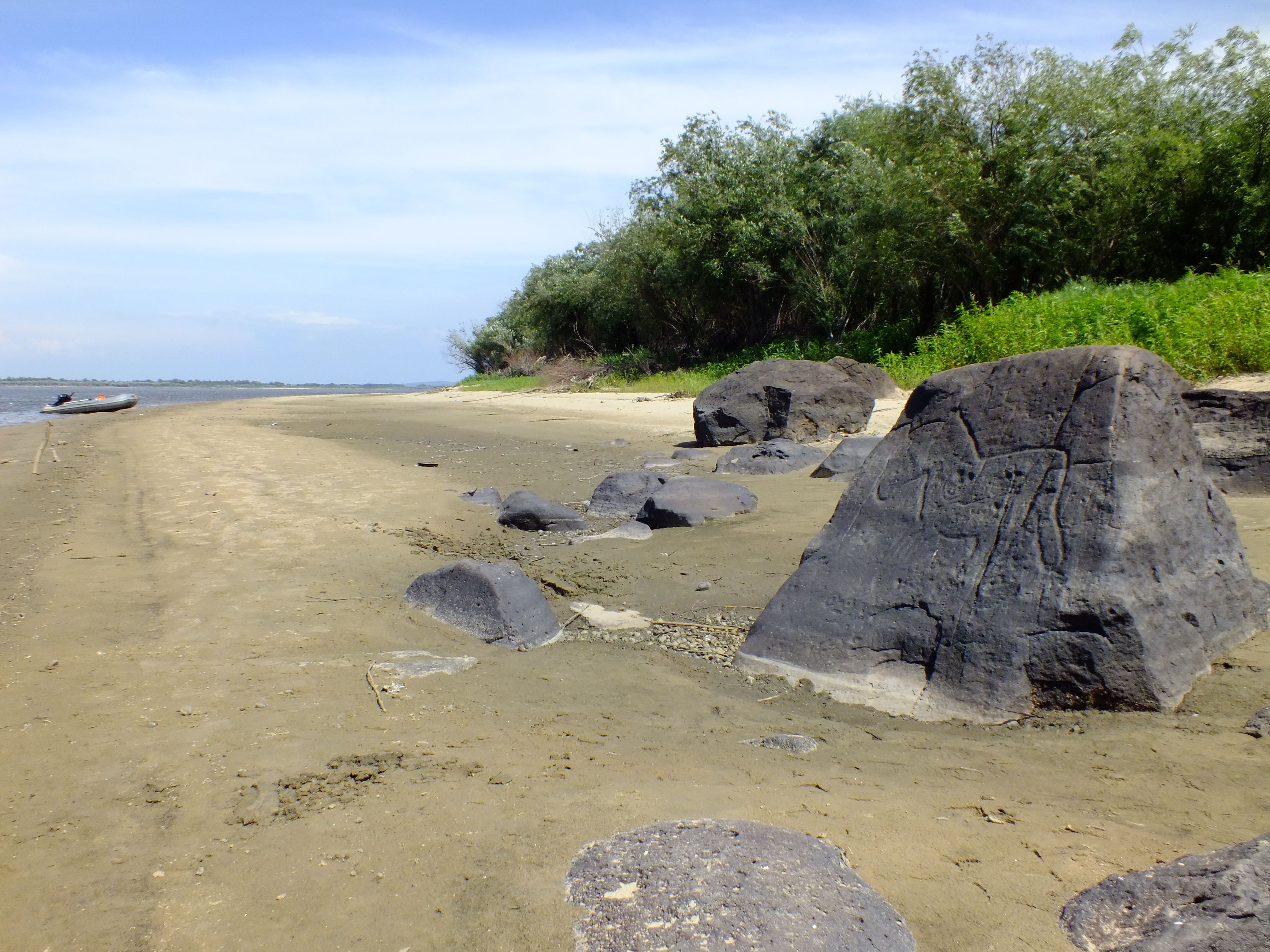
Большая лошадь
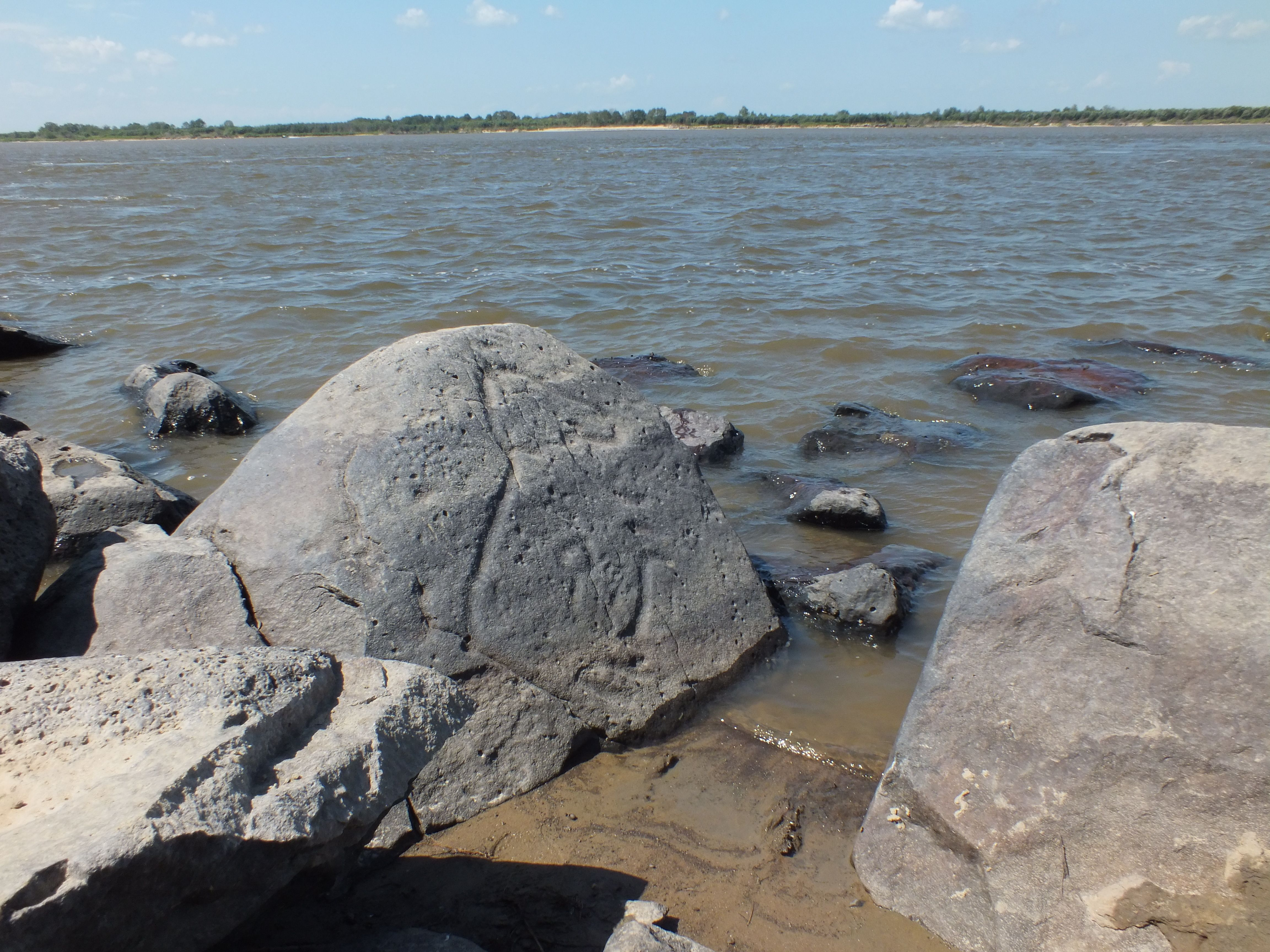
Маленькая лошадь
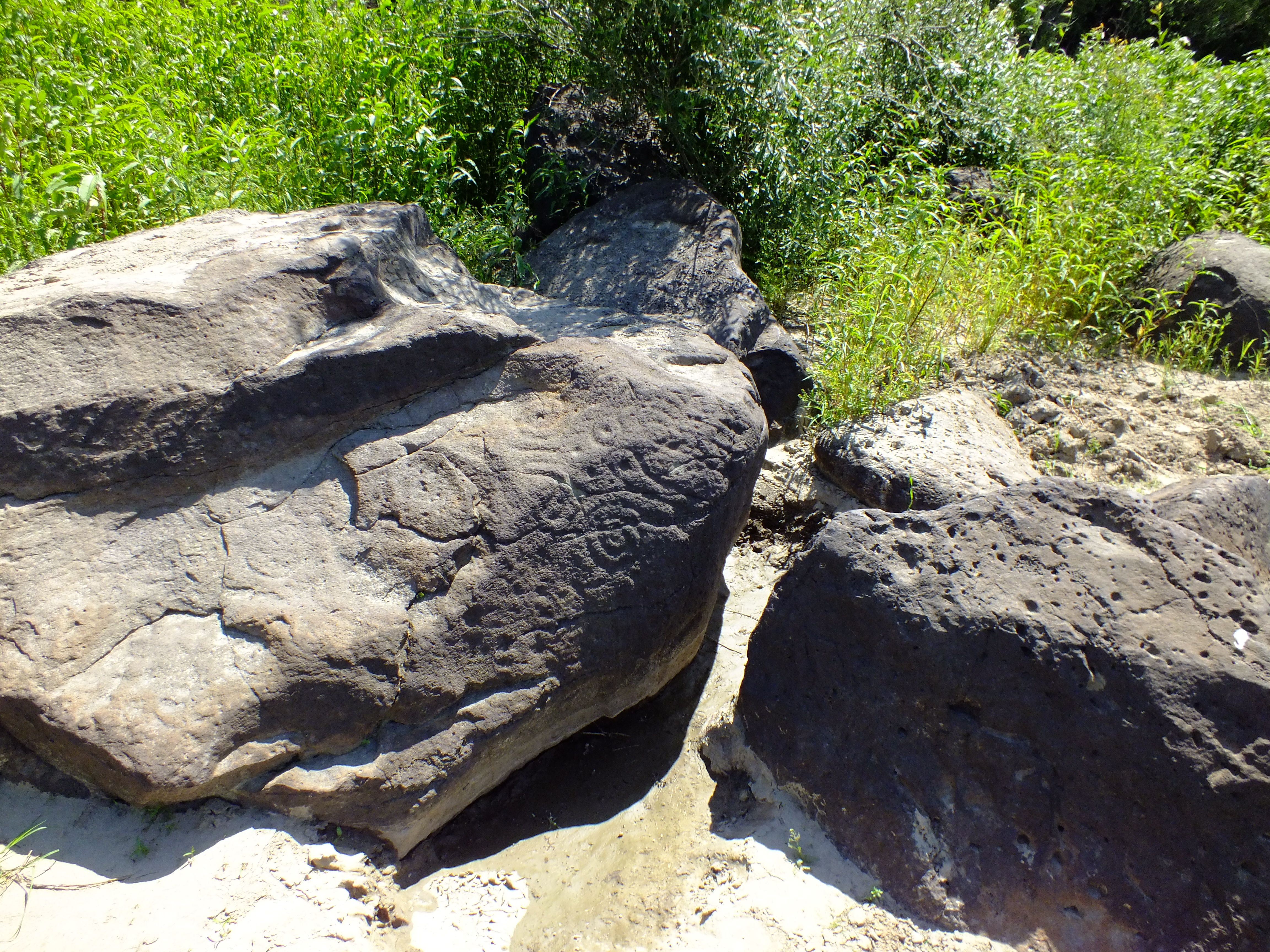
Узоры
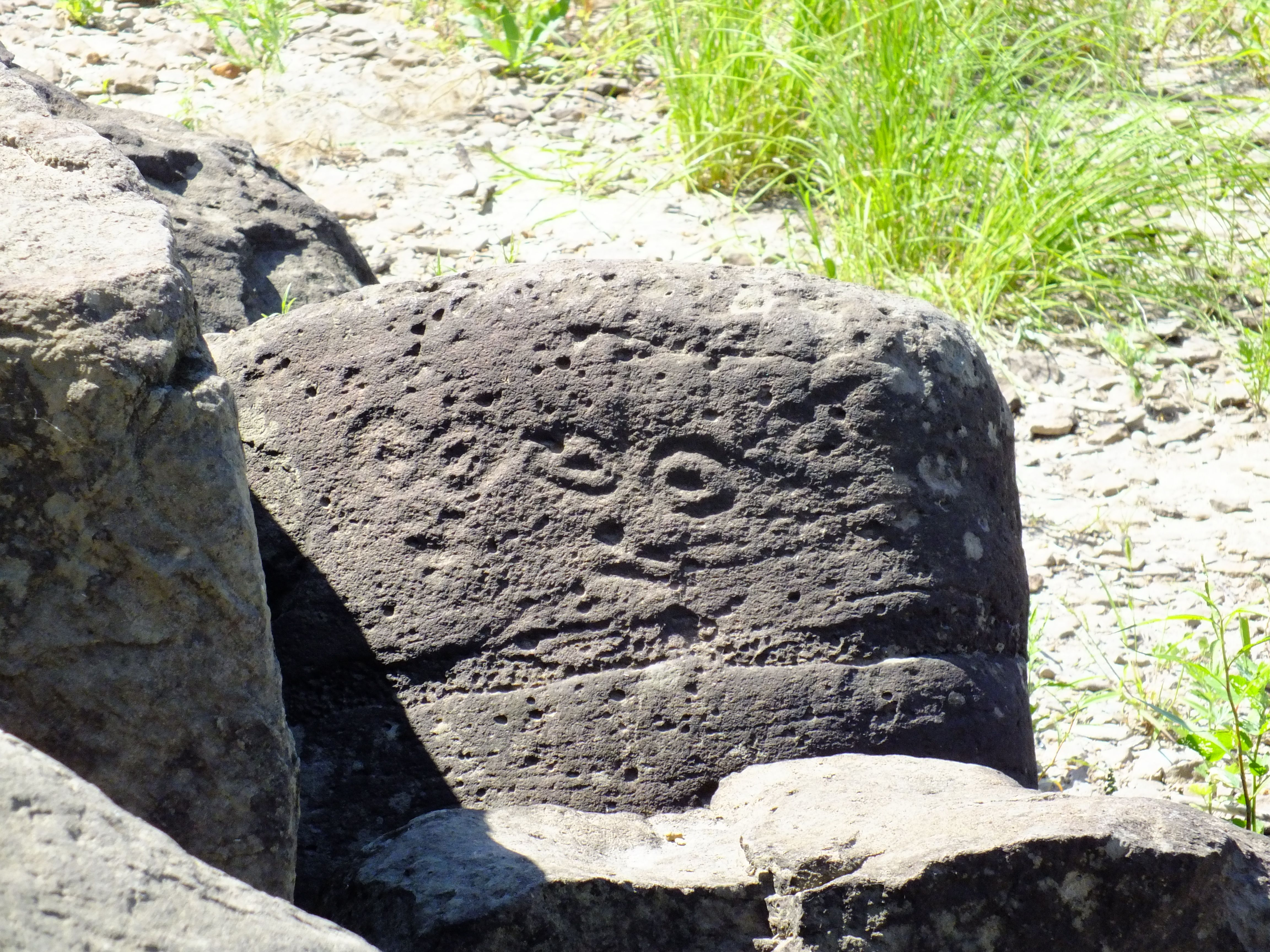
«Глаза»
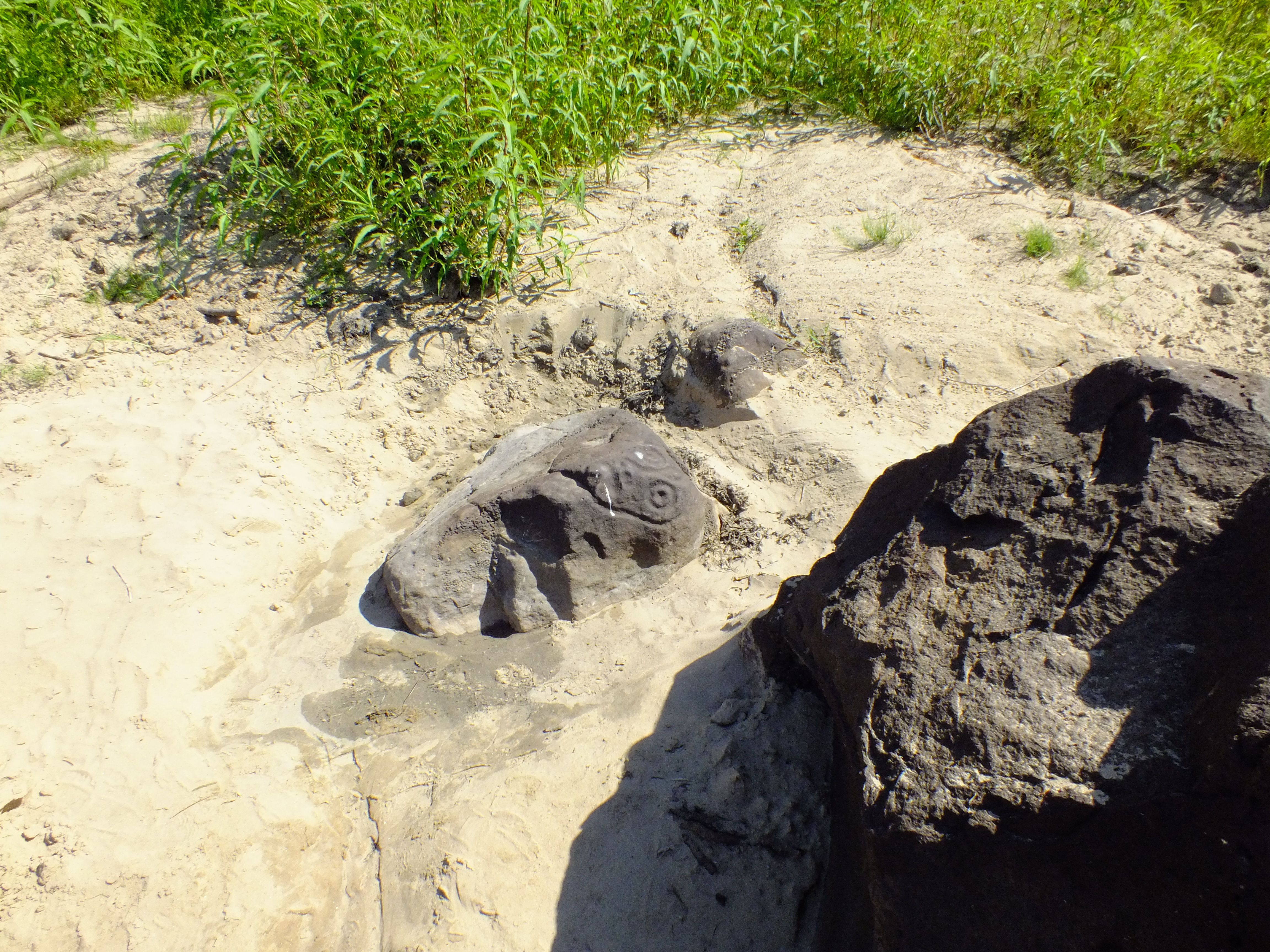
Лежащая маска
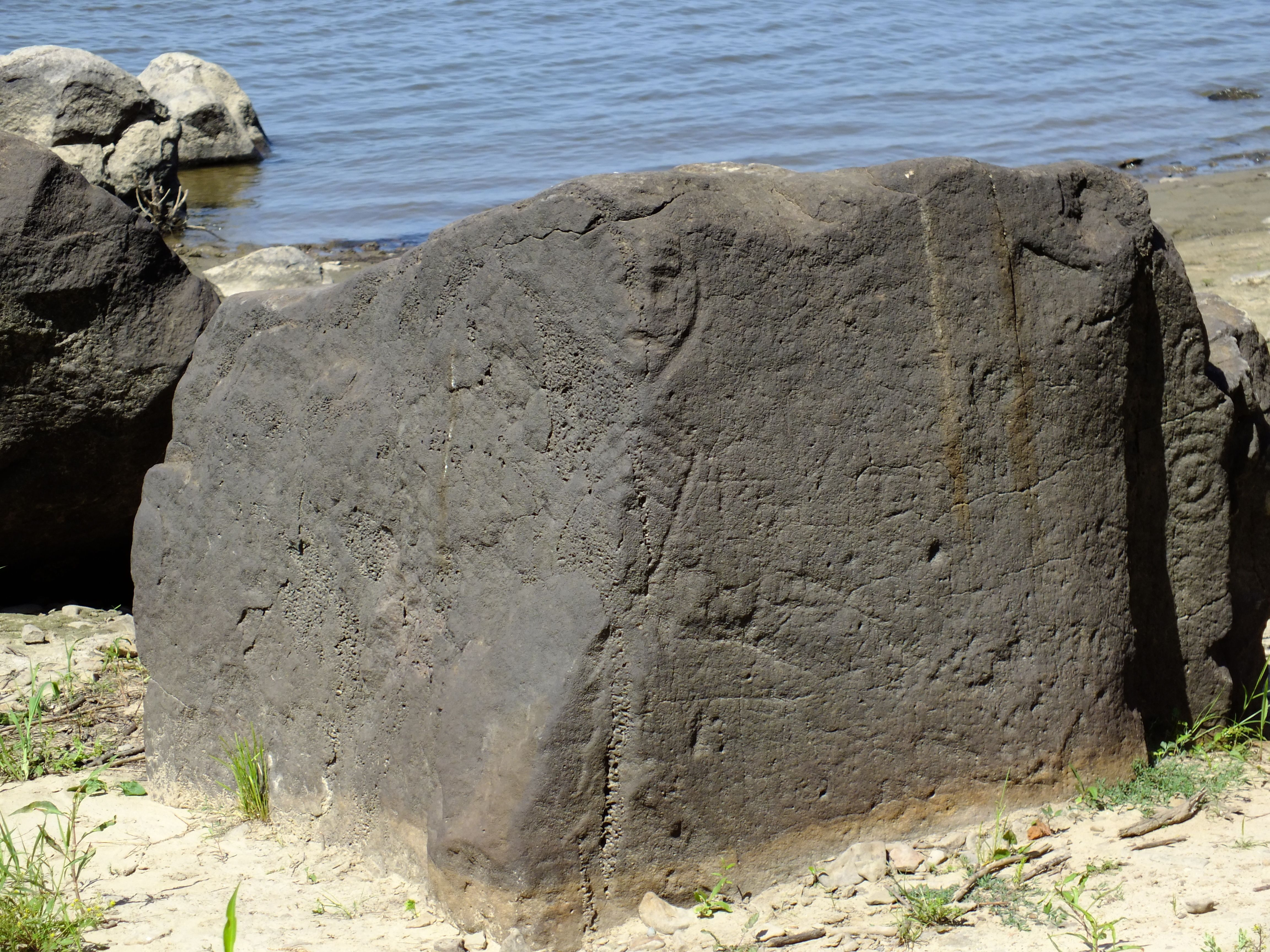
Стоящая человеческая фигура
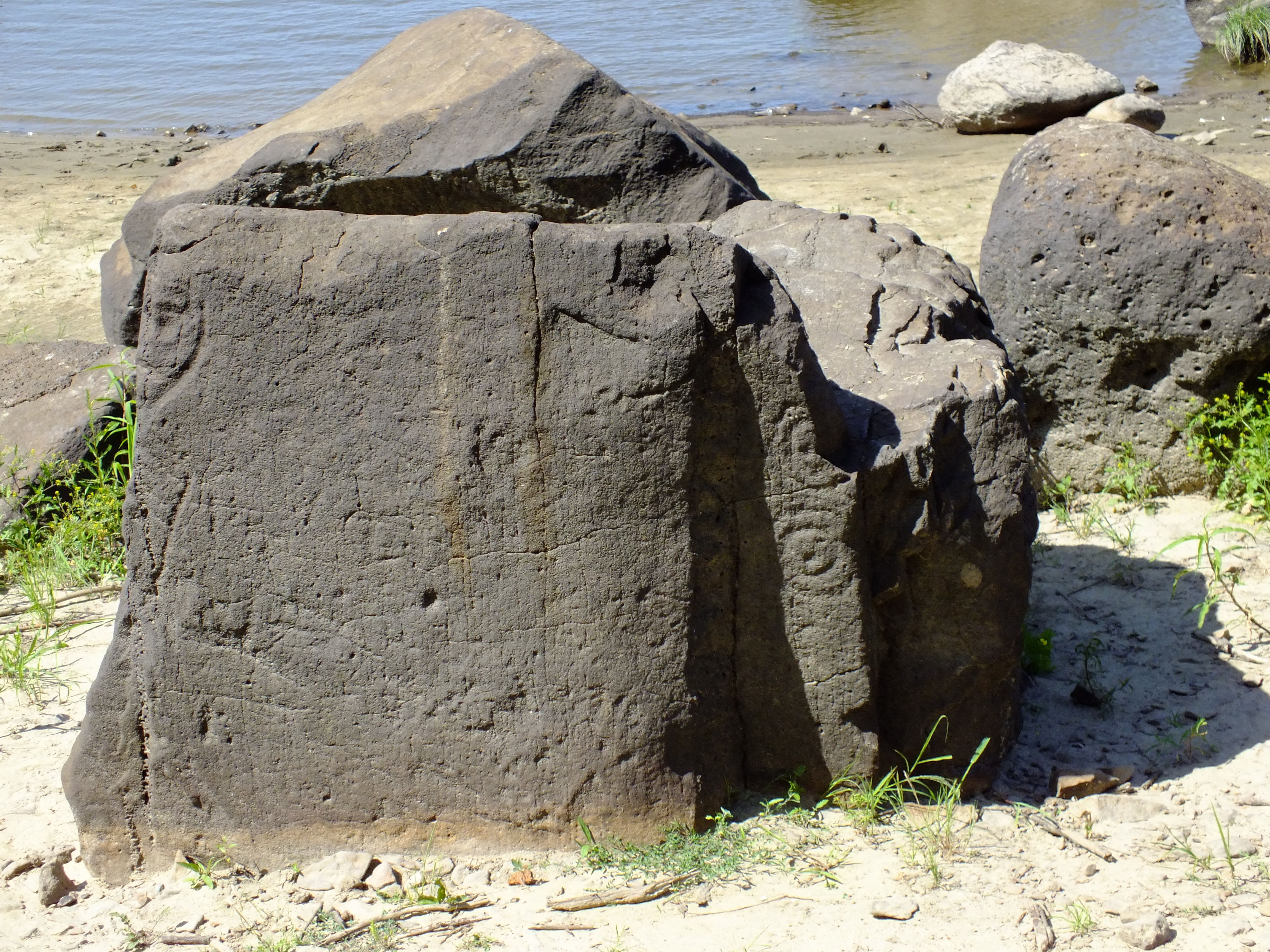
Круги на камне со стоящей человеческой фигурой
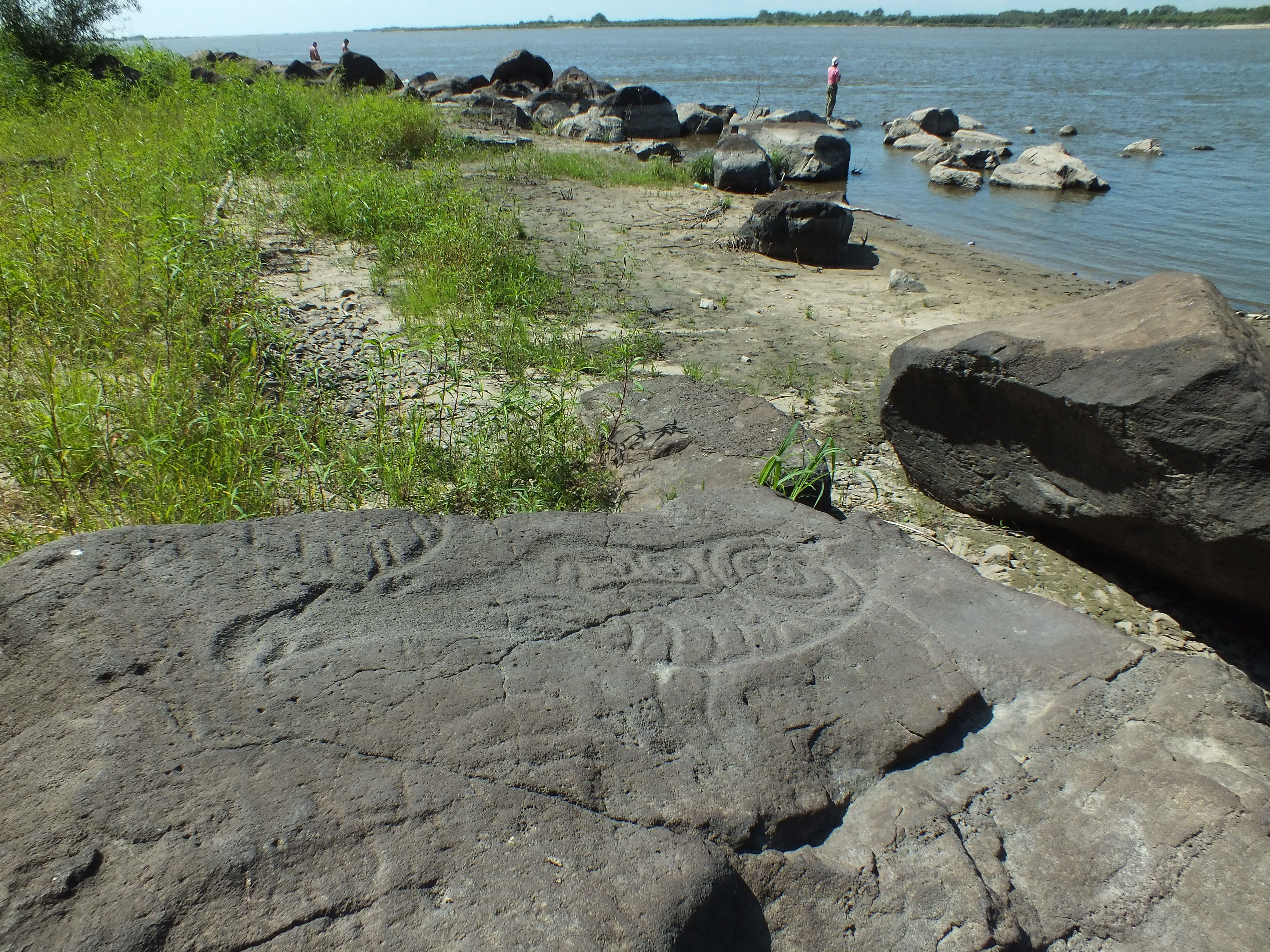
Лось
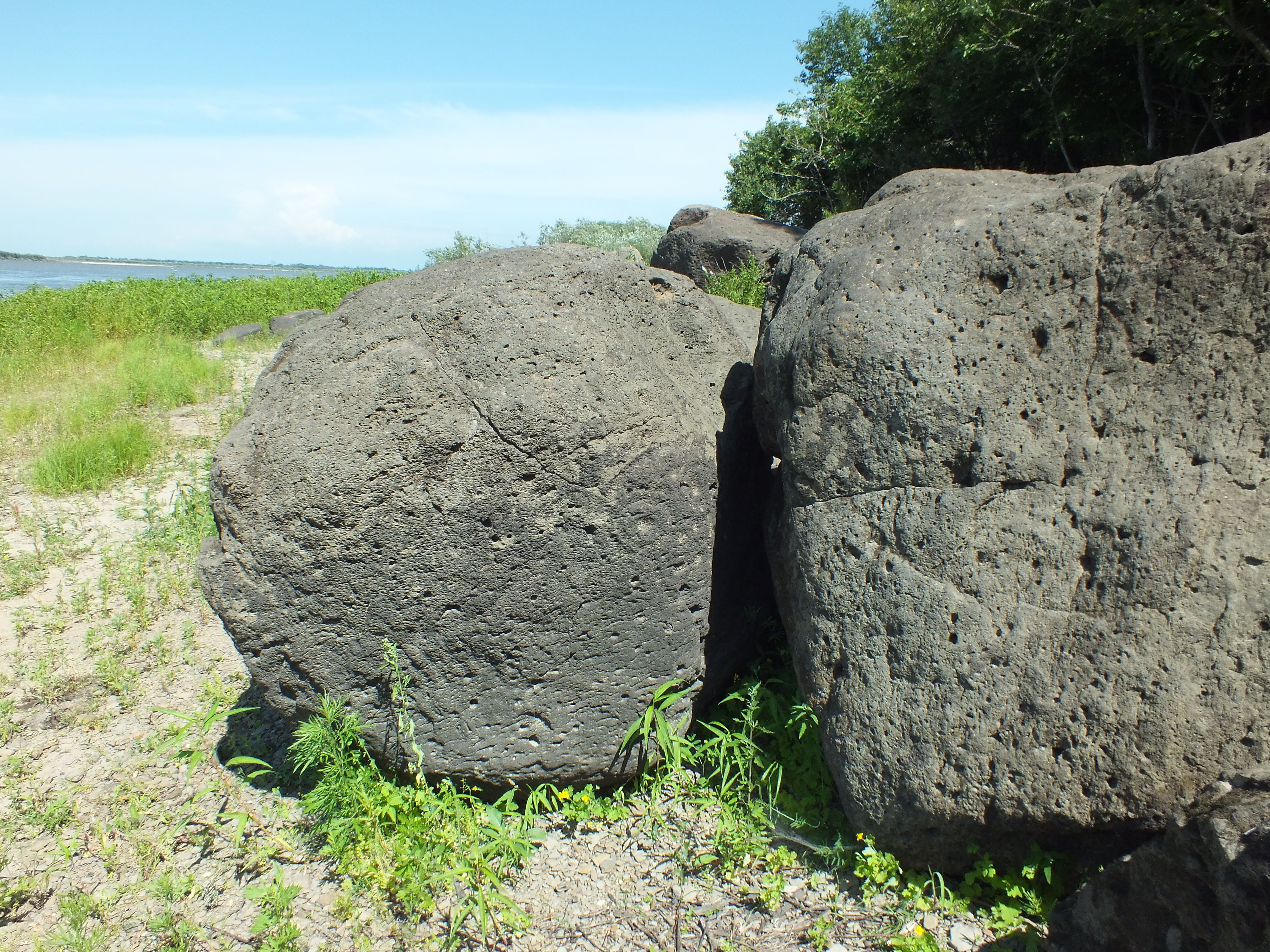
Круг и какой-то узор
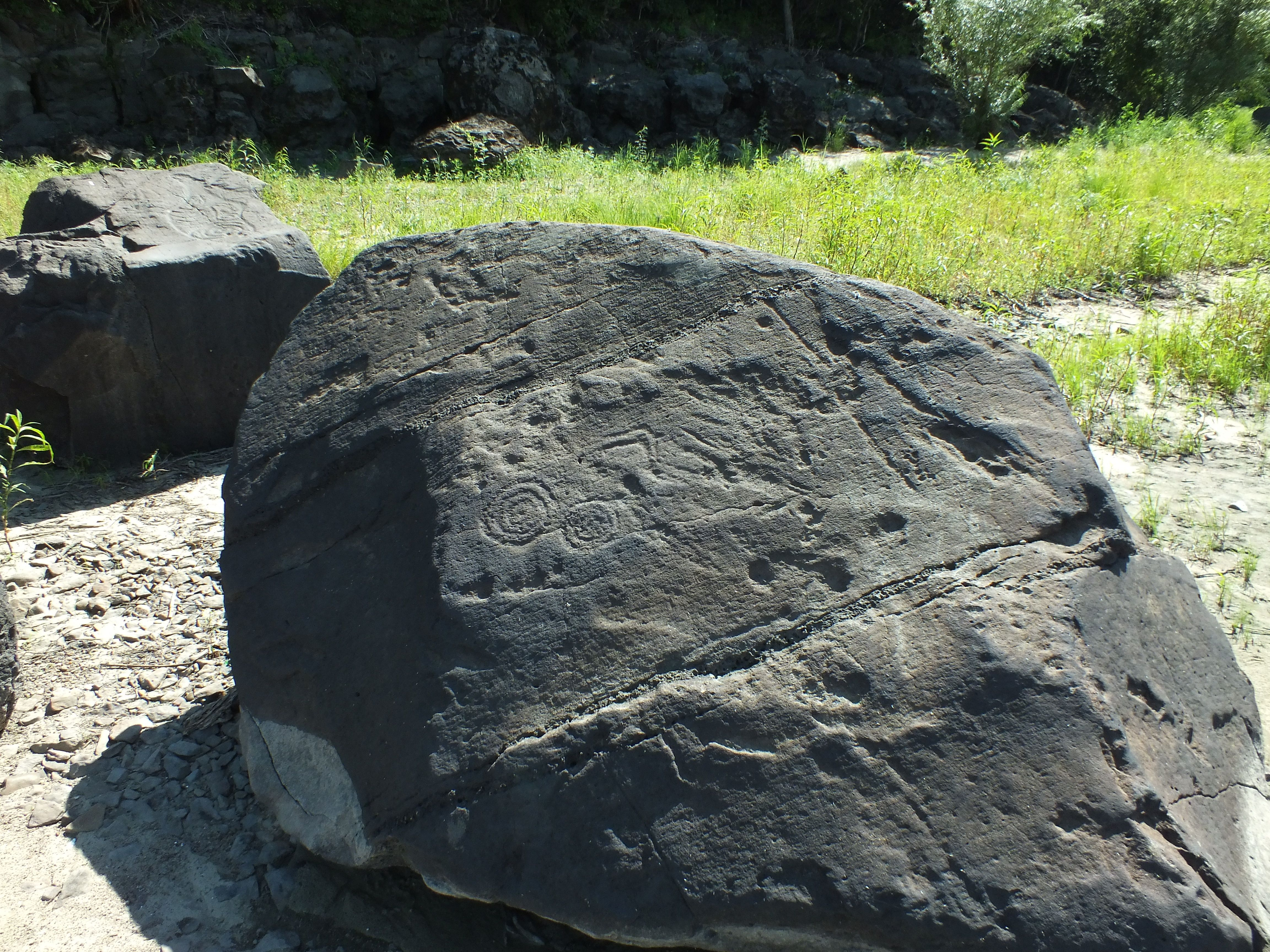
Круги и линии
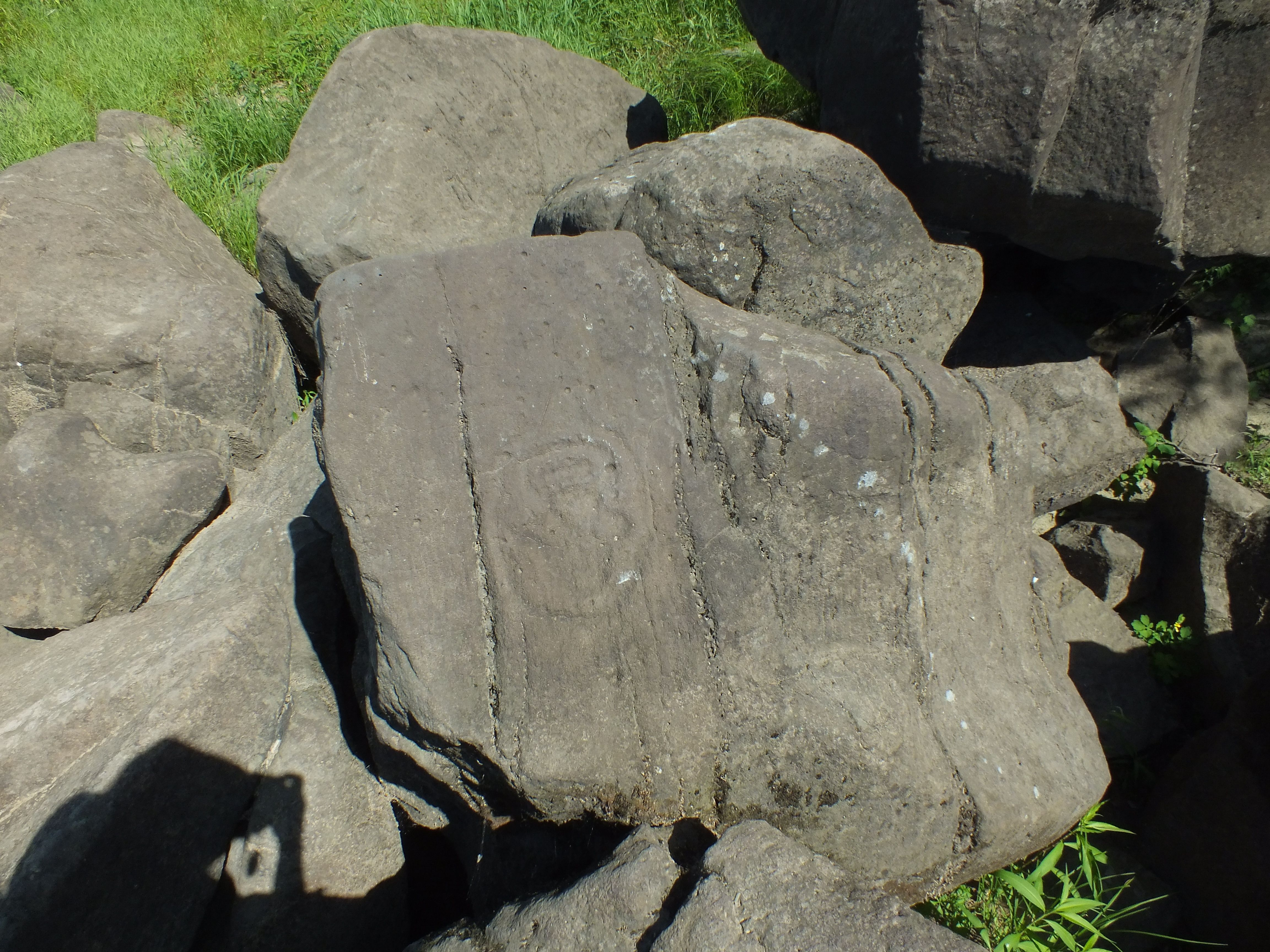
Узор в круге
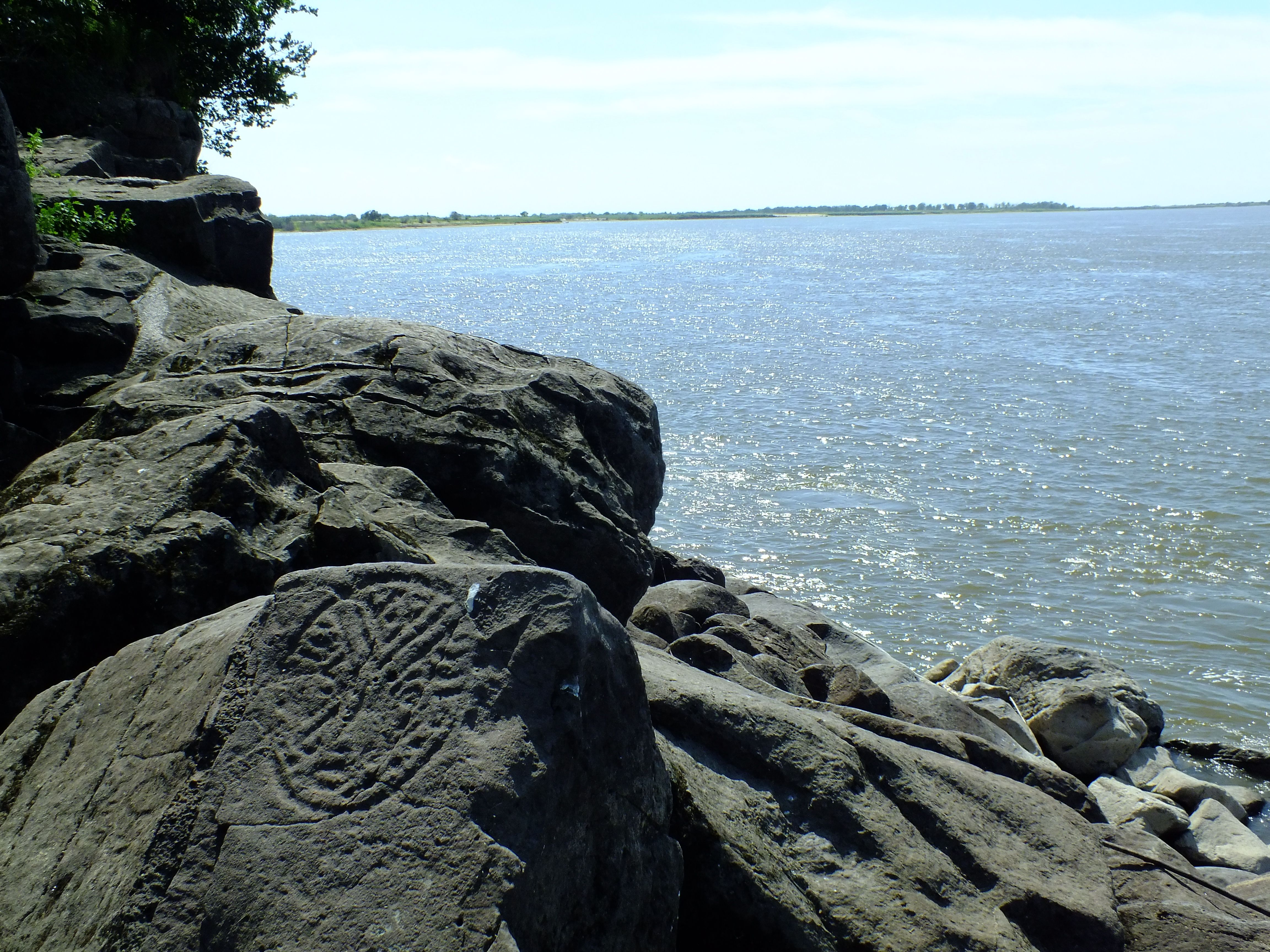
Крест в круге
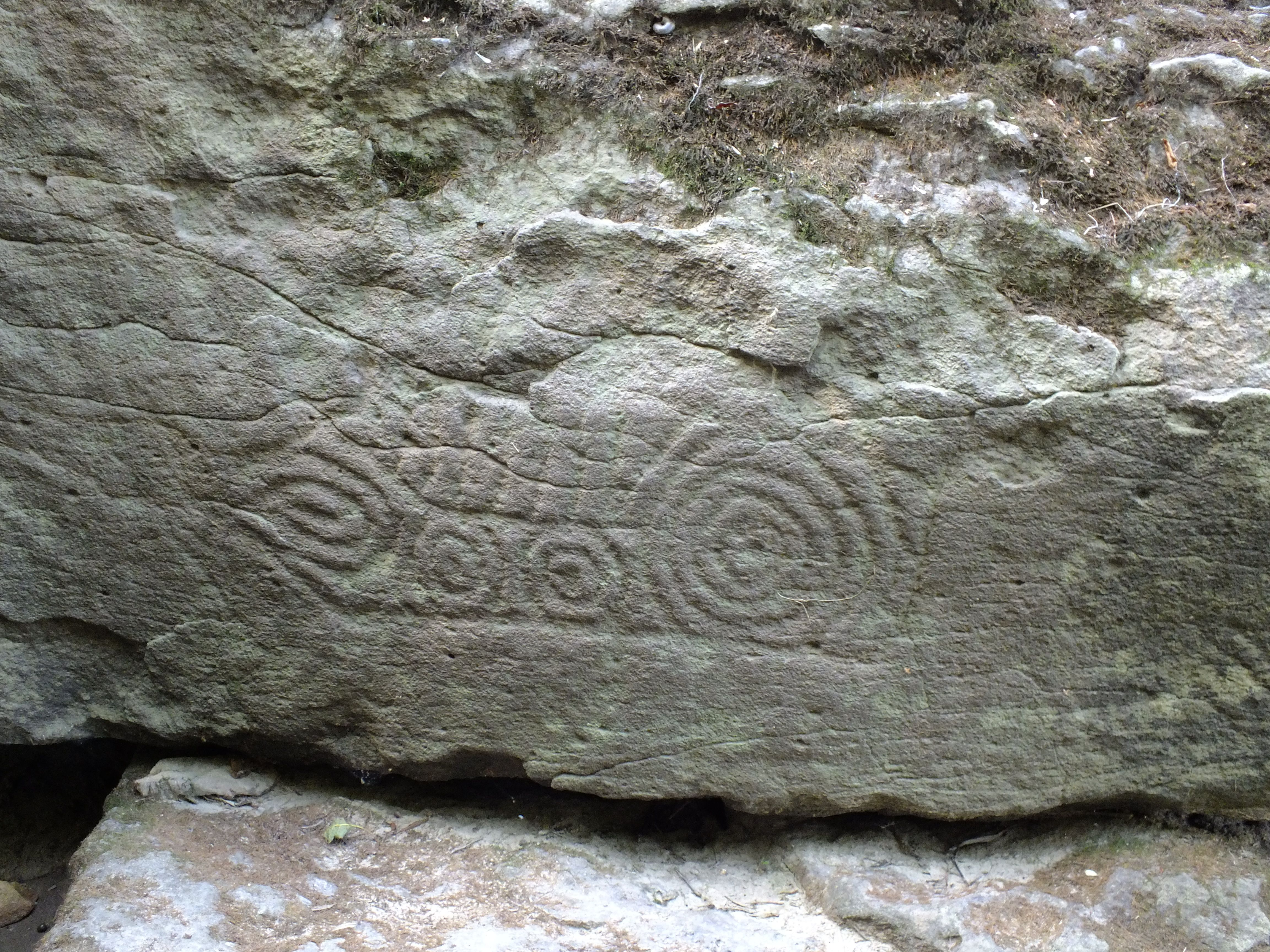
Лодка?
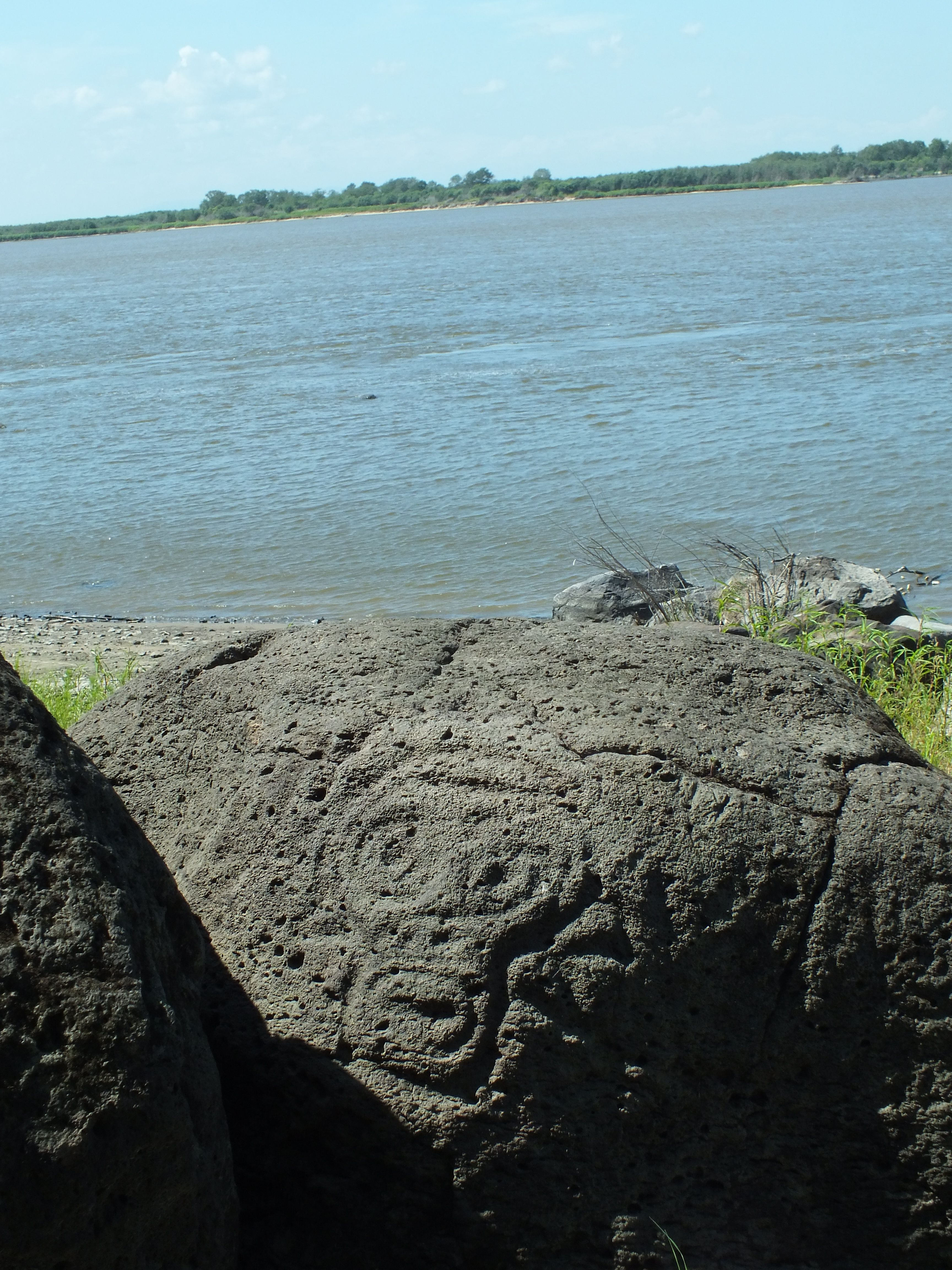
Маска

#### Фотографии муляжей валунов с петроглифами
На открытой площадке перед Хабаровским музеем археологии экспонируются изготовленные из бетона копии валунов с петроглифами.

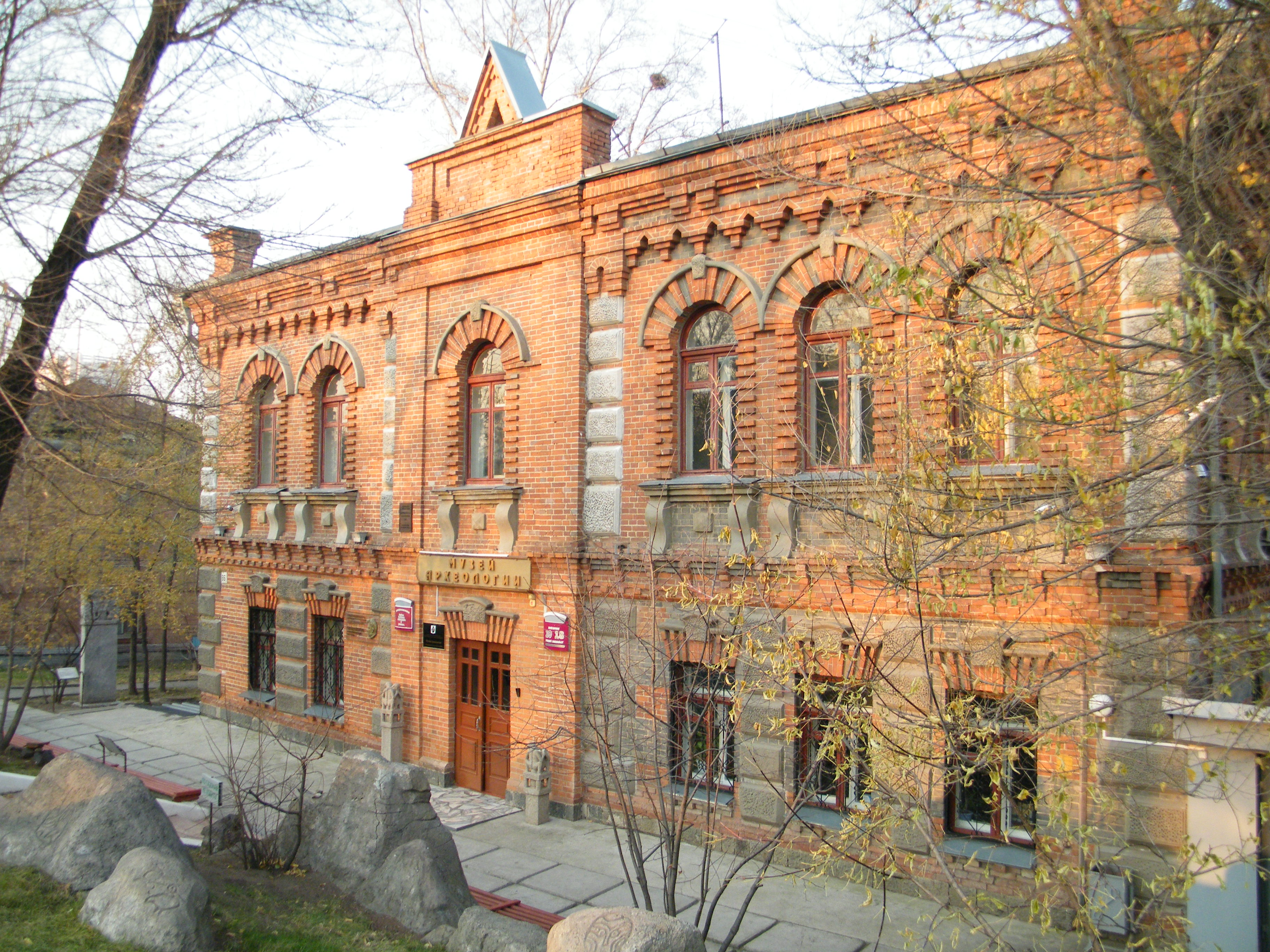
Музей археологии, г. Хабаровск, ул. Тургенева 86
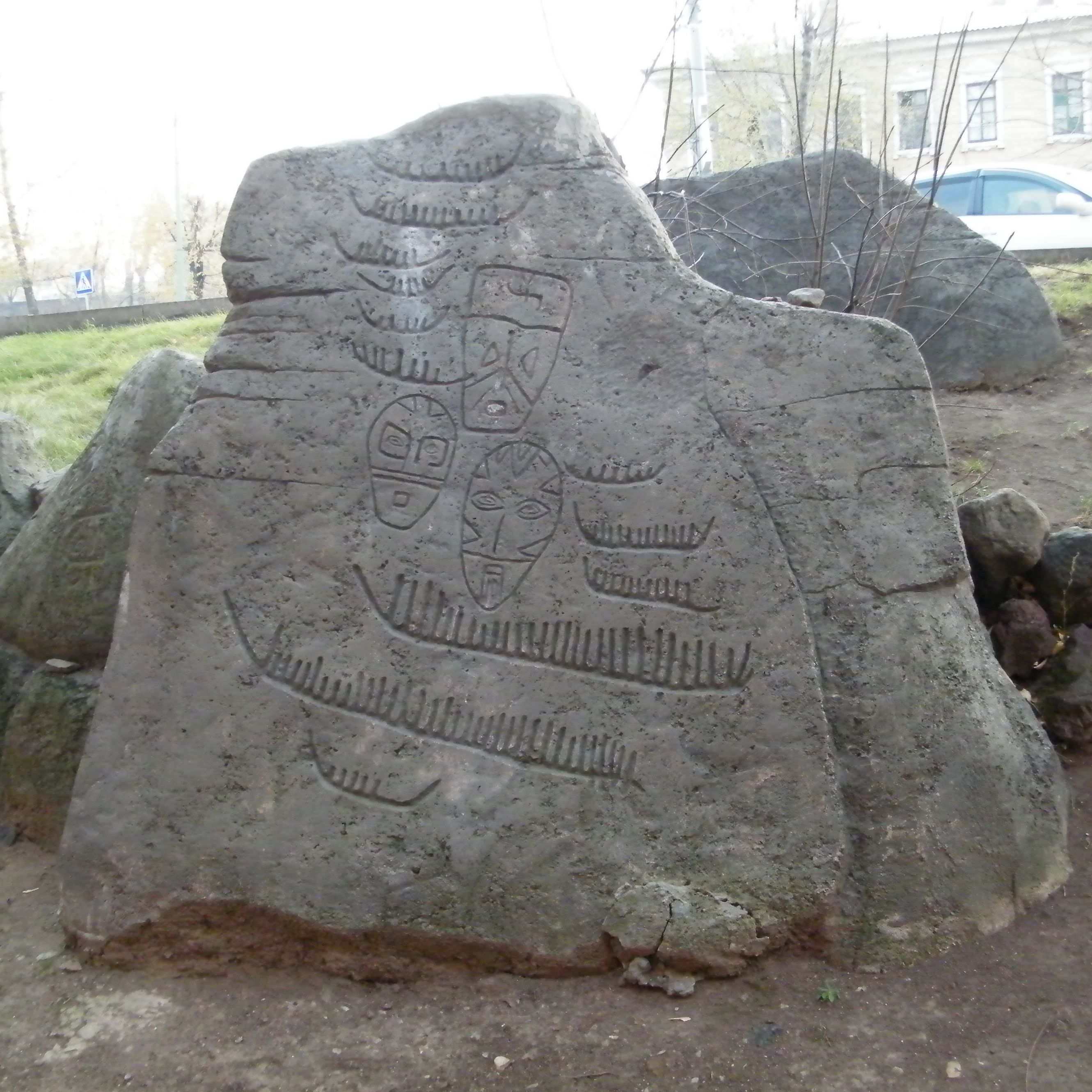
Люди в лодках и шаманские маски.
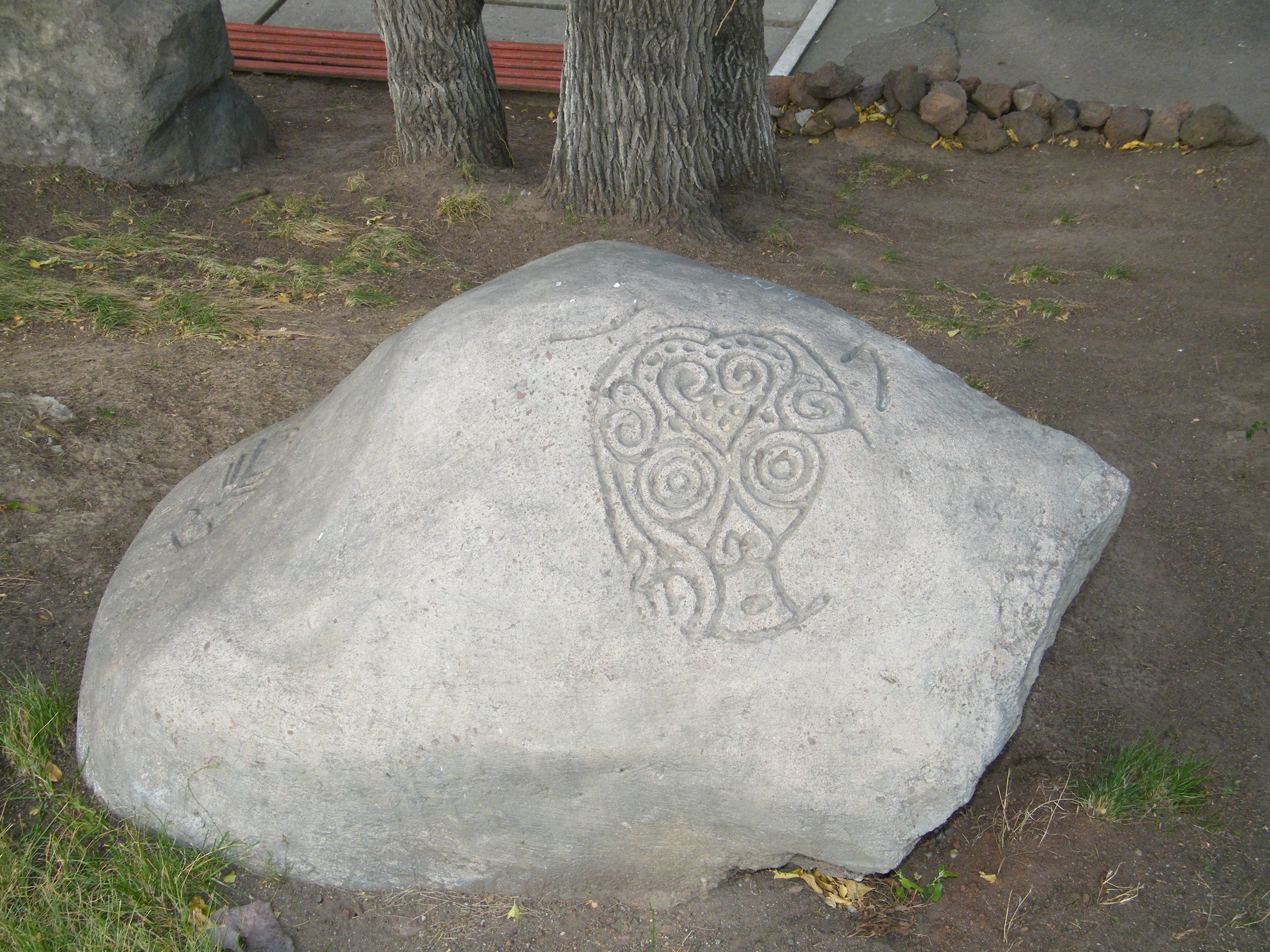
Маска
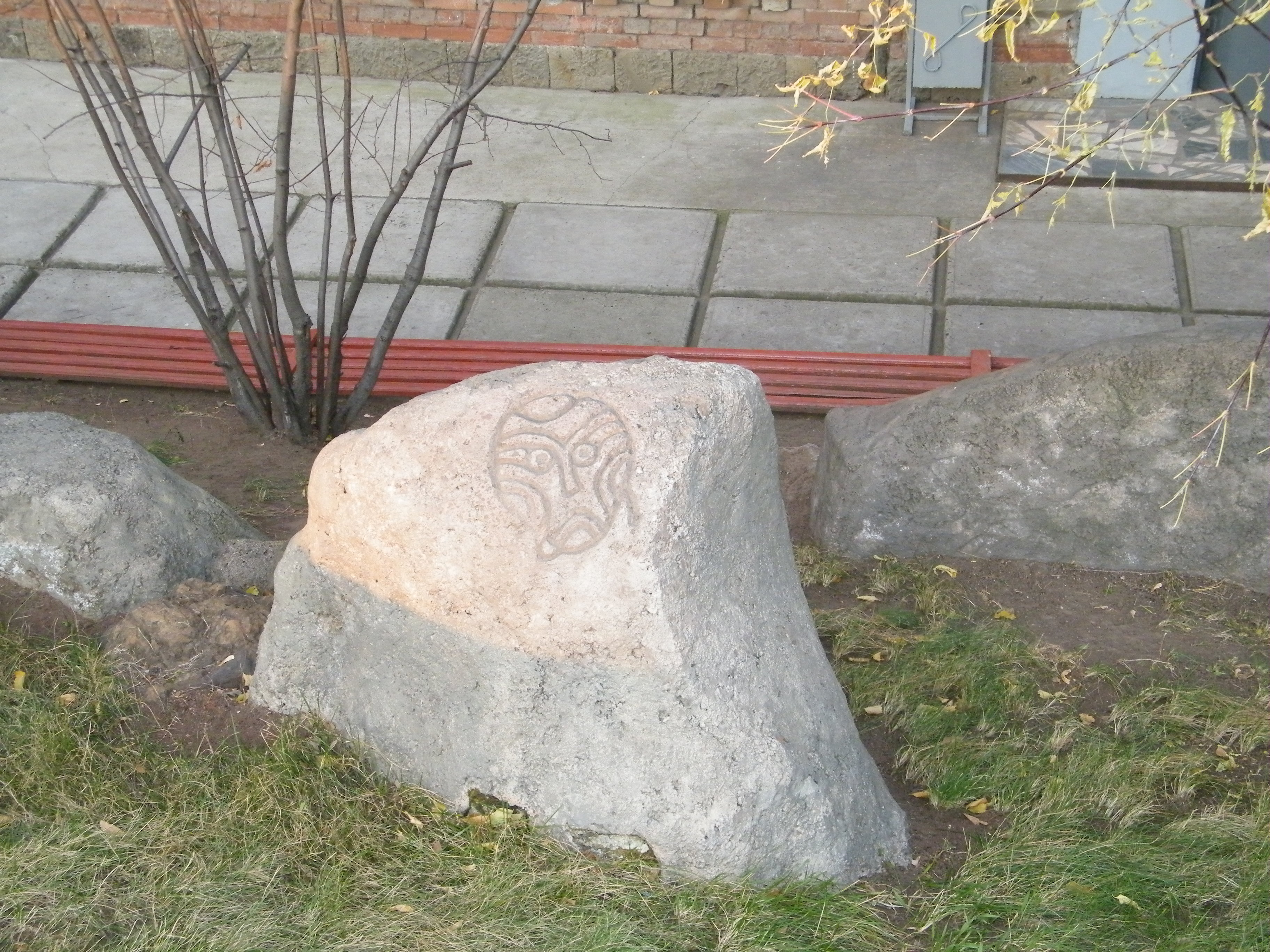
Маска
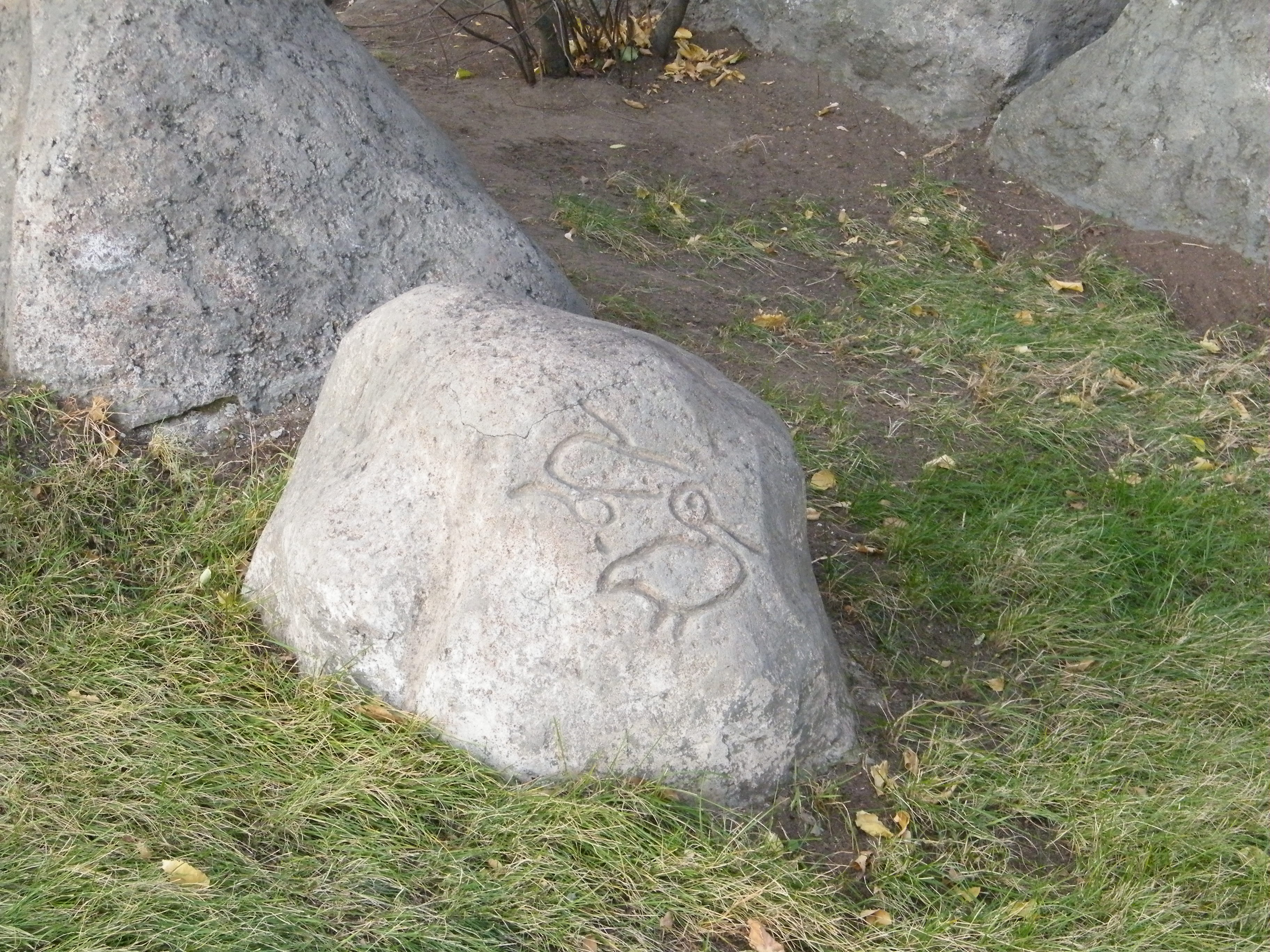
Птицы (цапля)
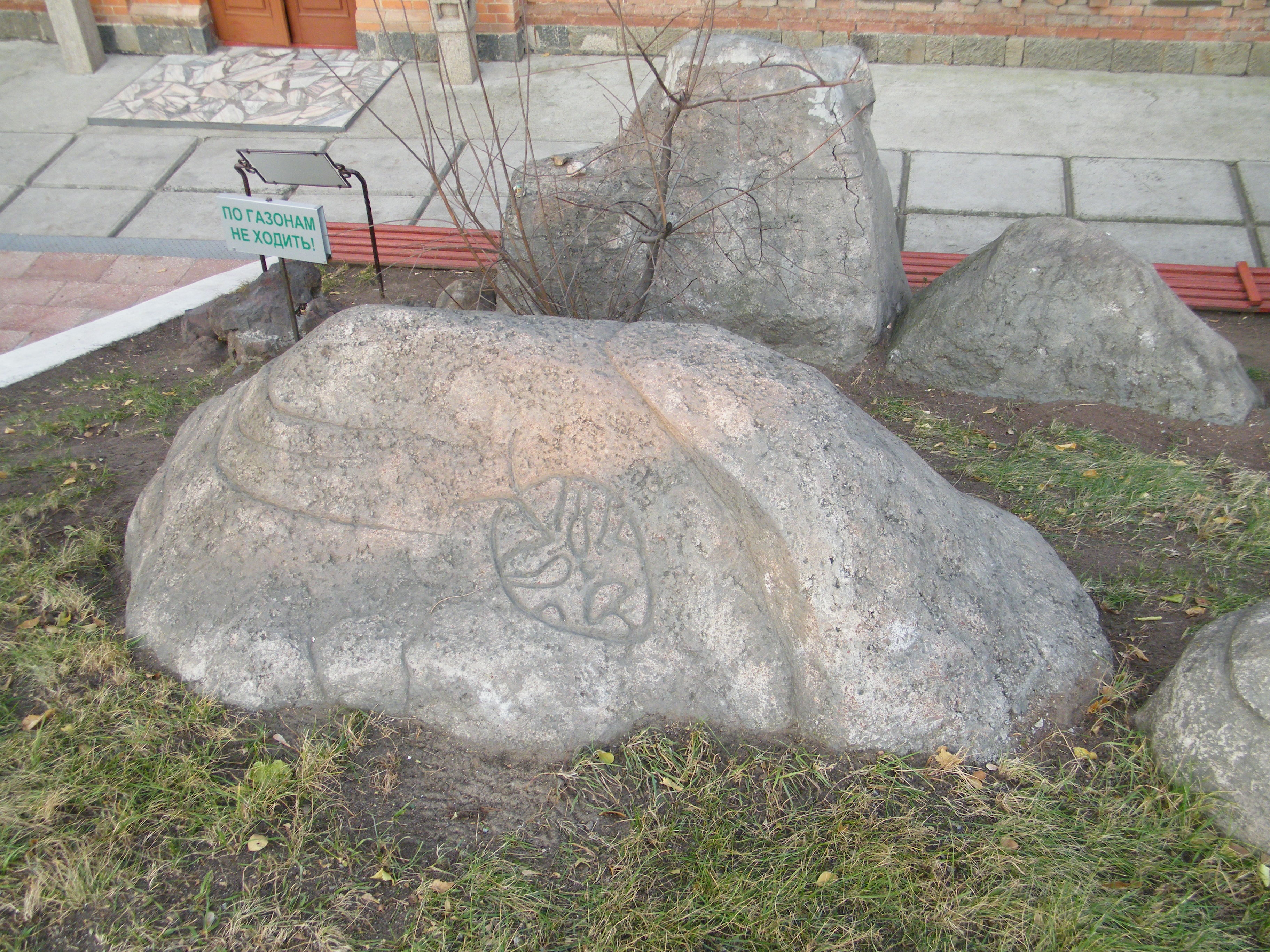
Маска
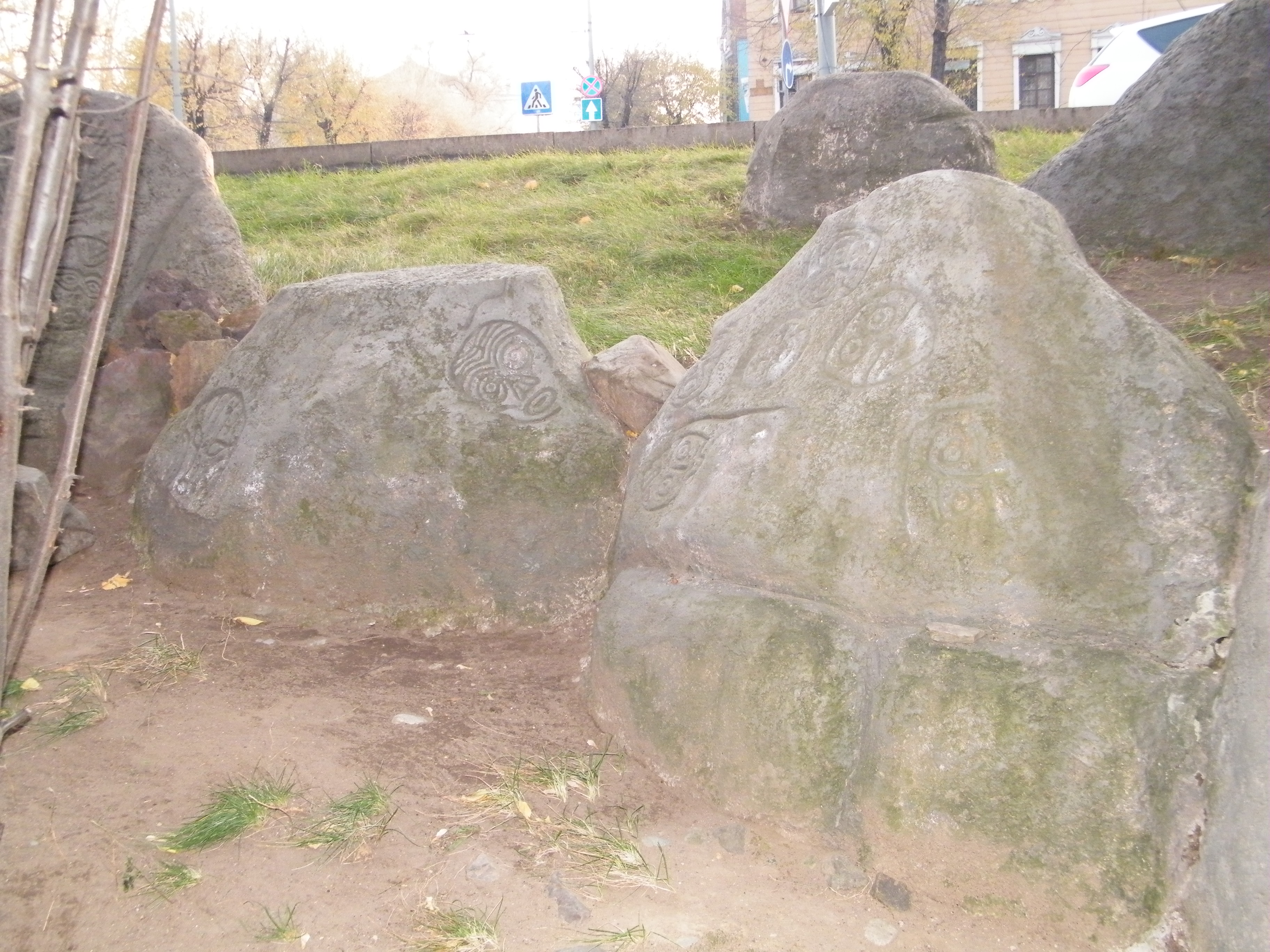
Маски
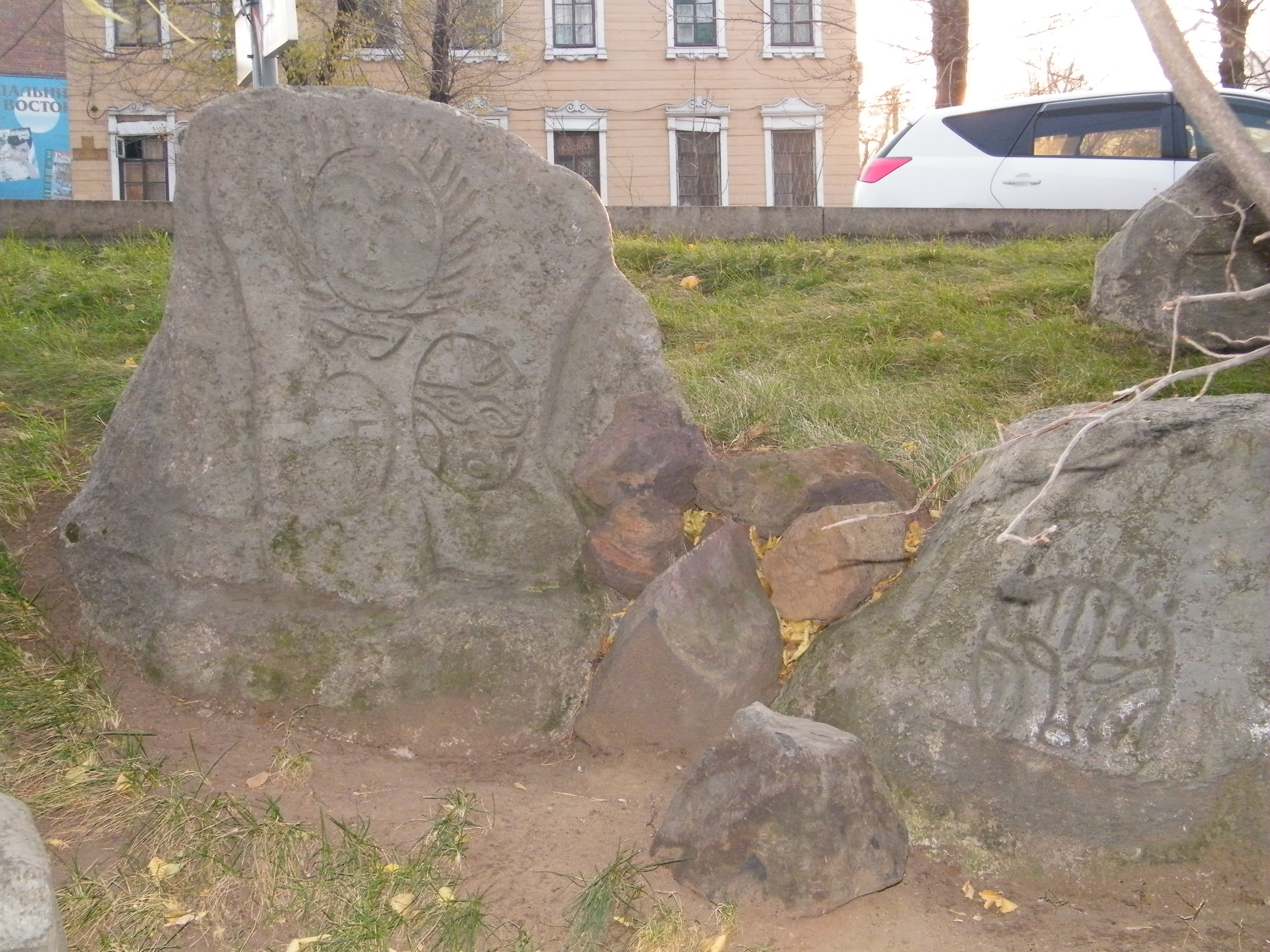
Маска
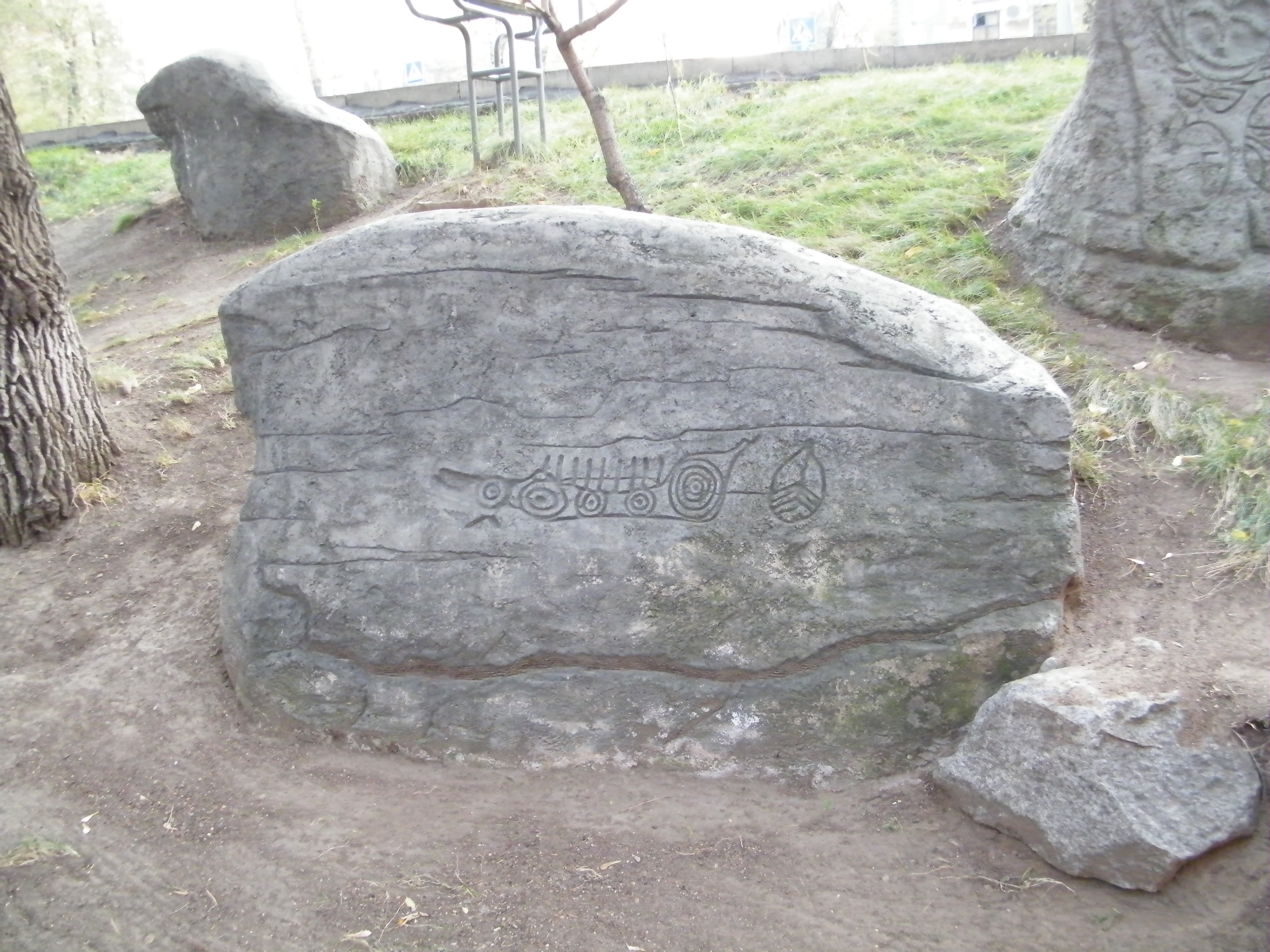
Лодка
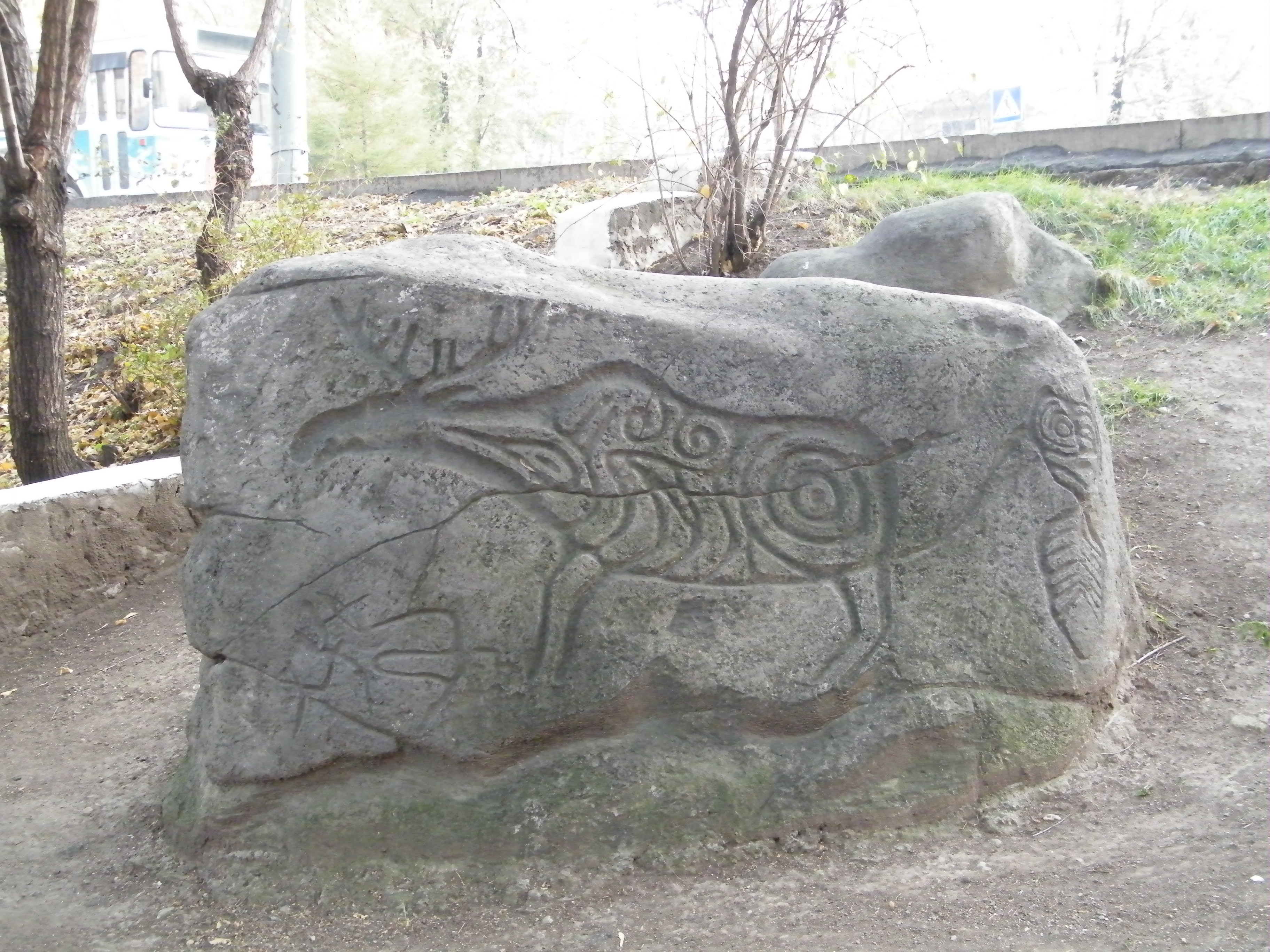
Лось
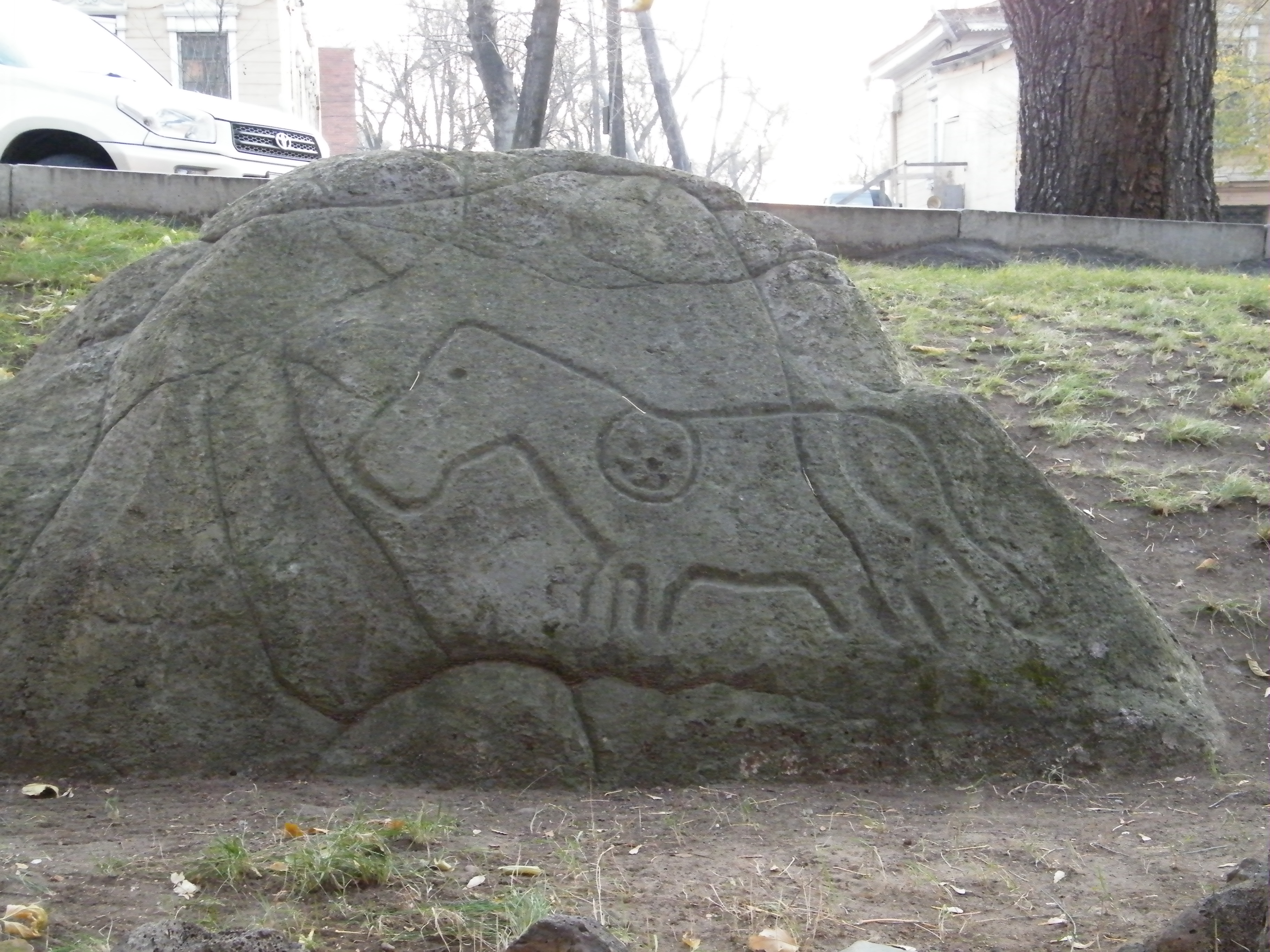
Лошадь
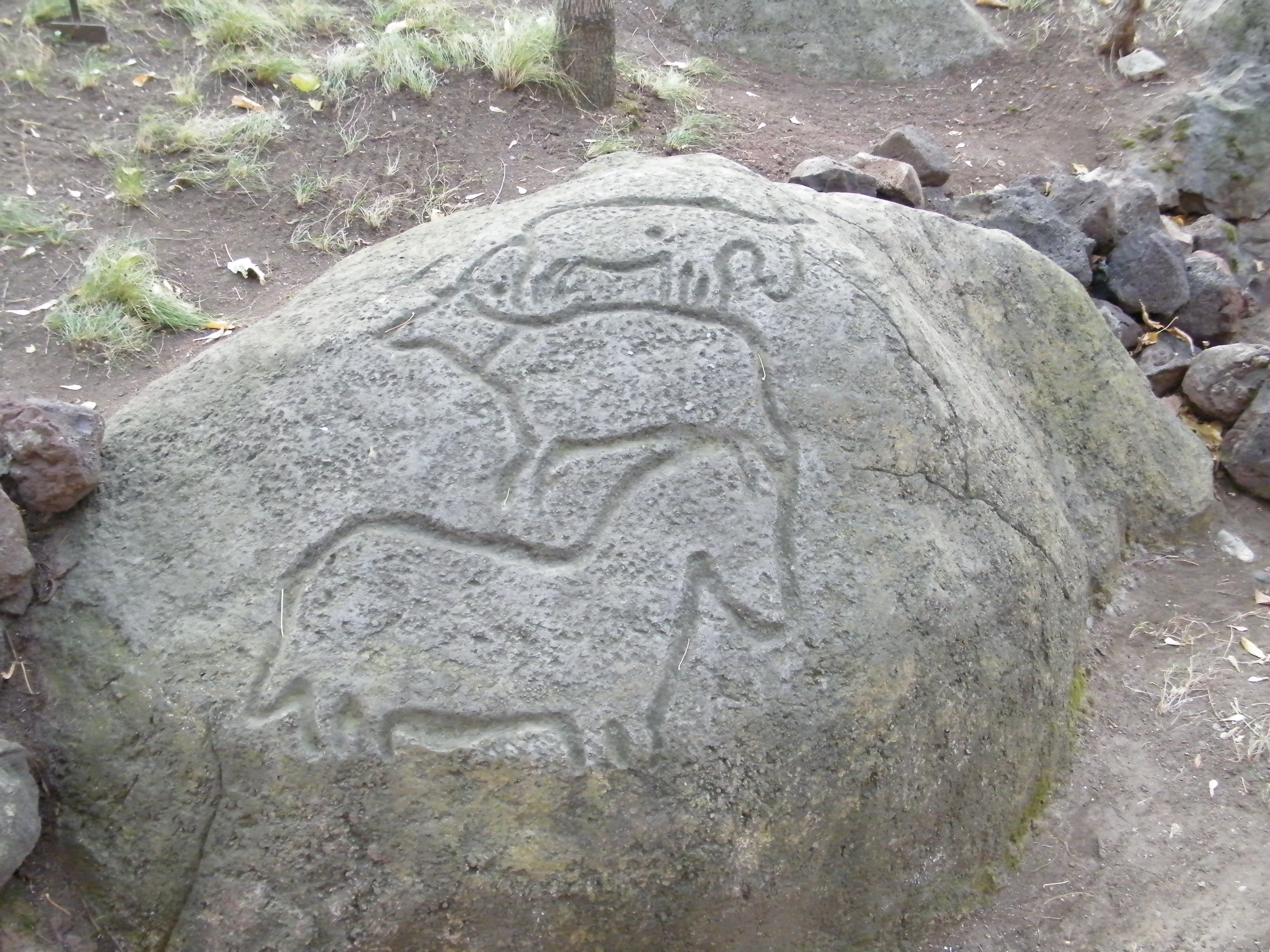
Три лошади
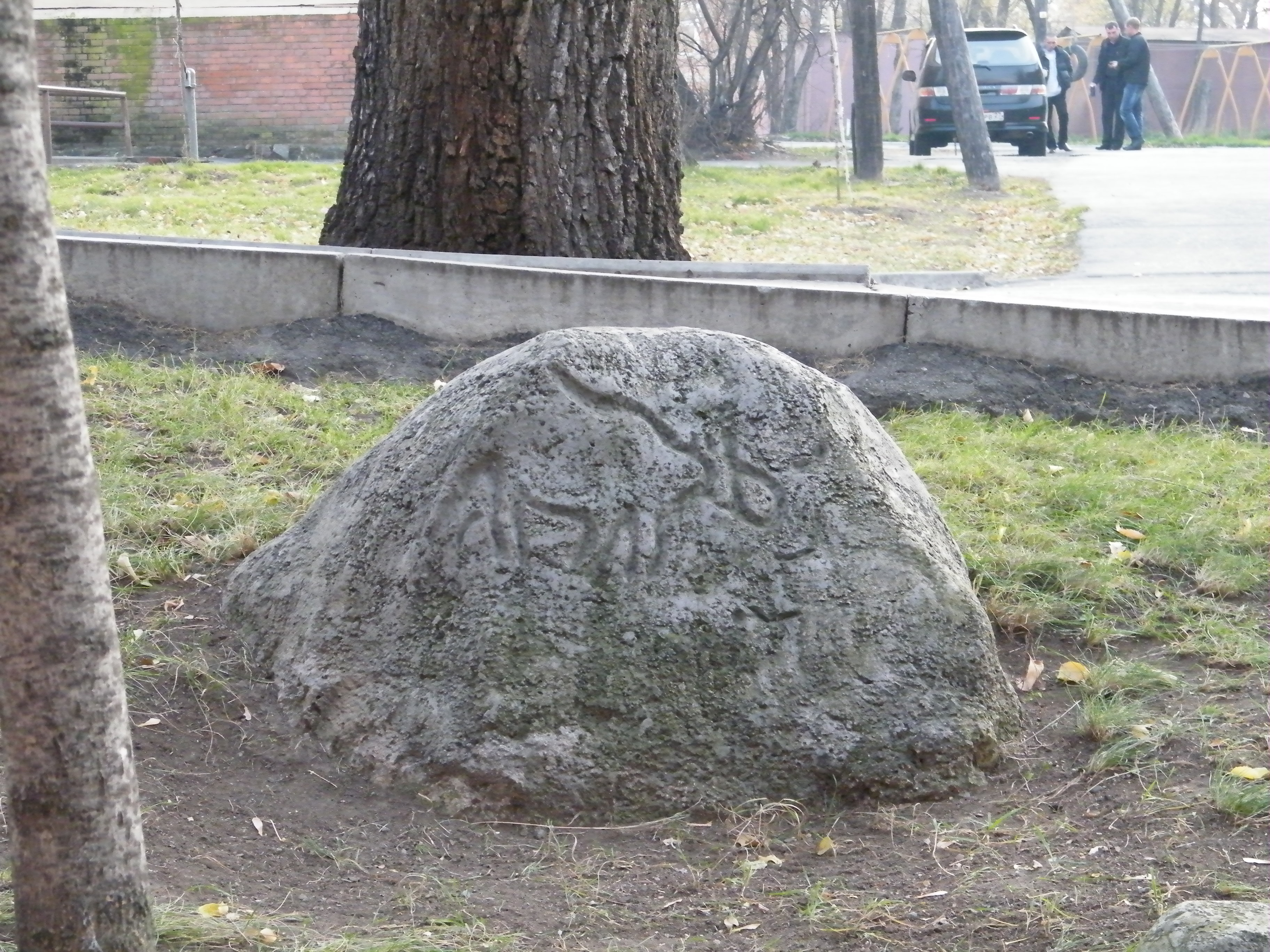
Лось?
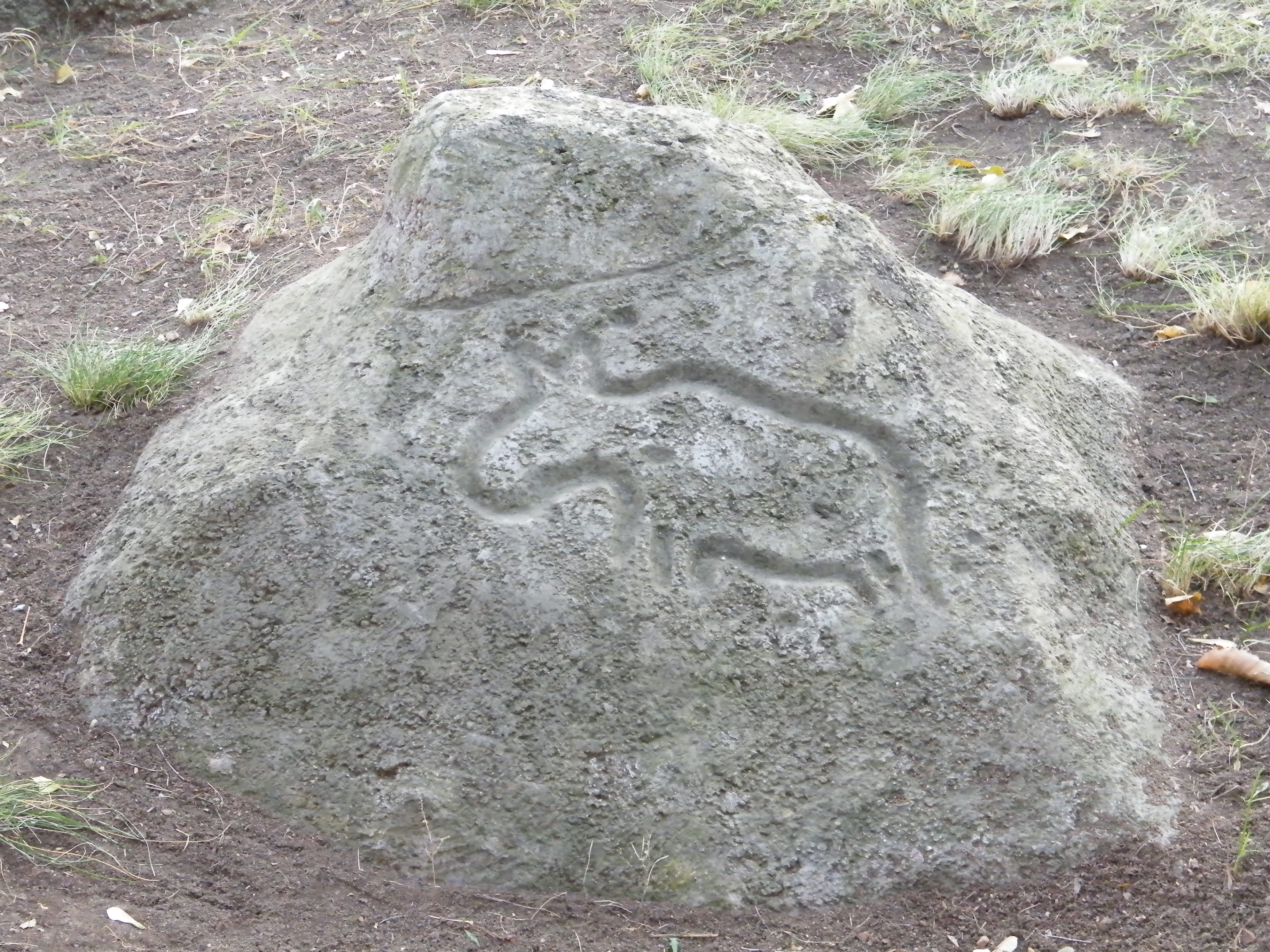
Лось?
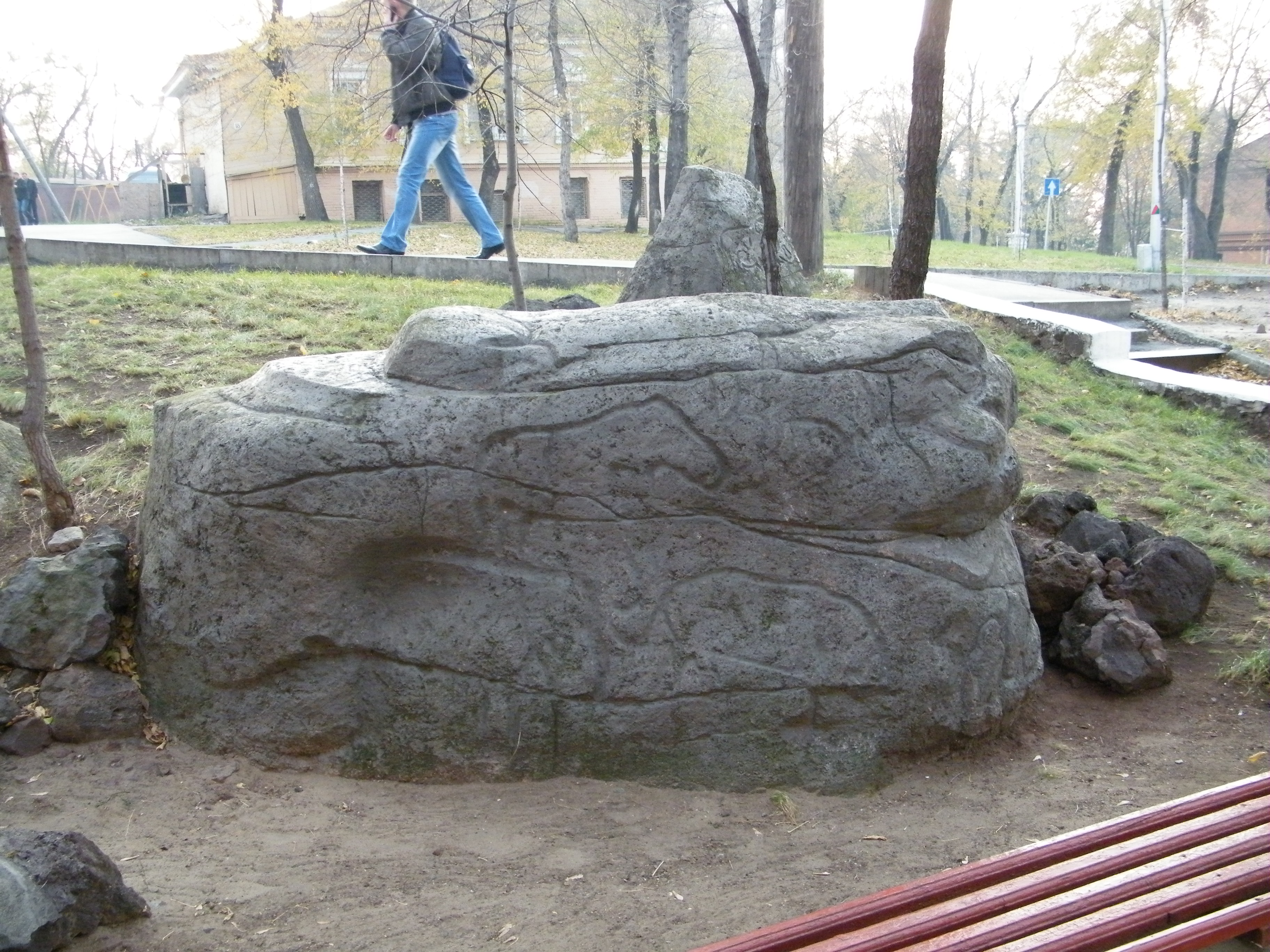
Изображения животных
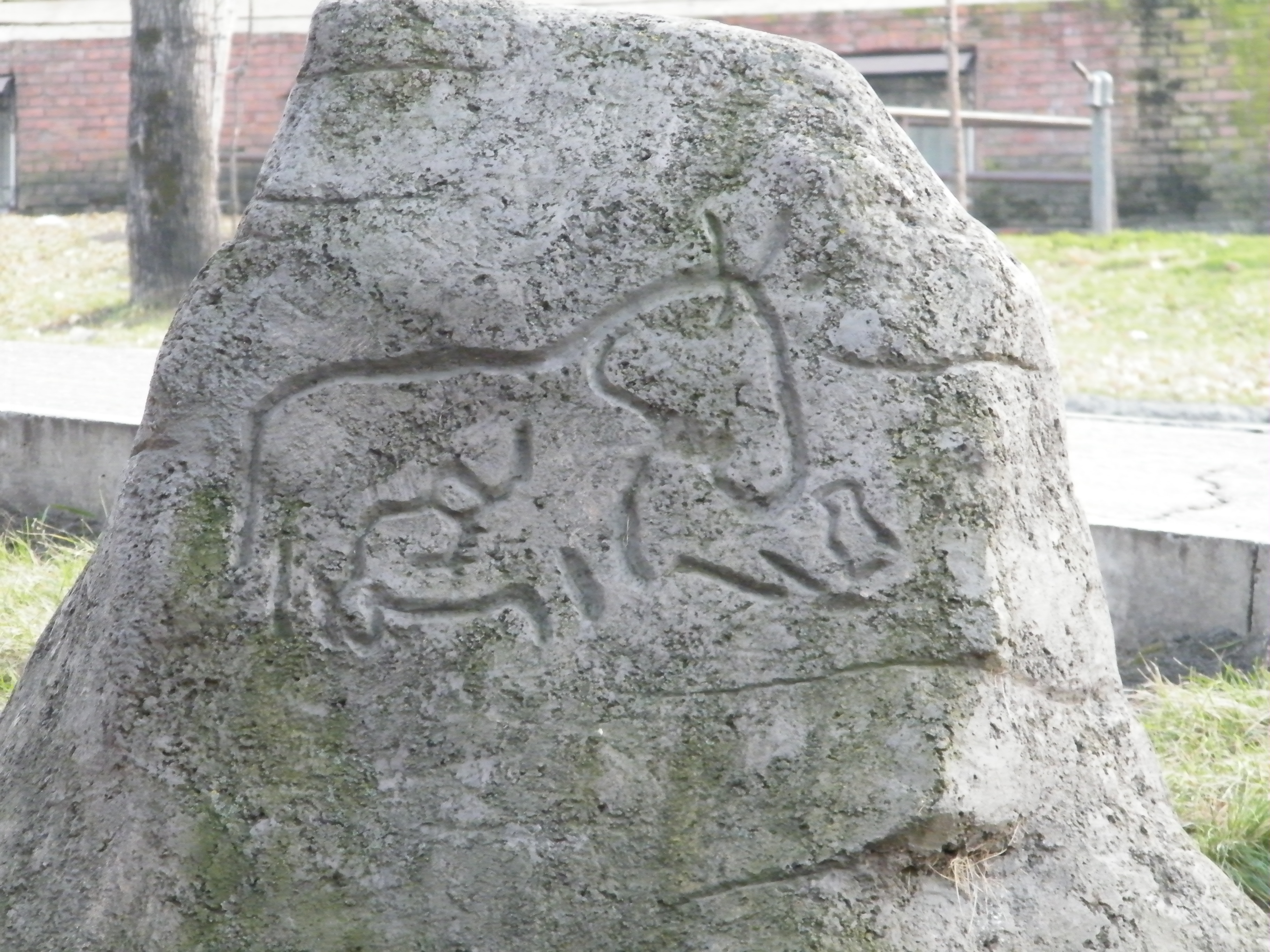
Лошадь?

## История исследования и охраны
Первое описание петроглифов дано в 1859 году Р. К. Мааком. В описании и изучении петроглифов Сикачи-Аляна приняли участие В. А. Альфтан (1894), Л. Я. Штернберг, В. К. Арсеньев. Более широкую известность петроглифы Сикачи-Аляна приобрели после того, как их исследованием занялся академик А. П. Окладников (1935). 

Музей в селе Сикачи-Алян

С некоторых наиболее известных валунов с петроглифами были сняты точные копии, сделаны бетонные муляжи, которые можно видеть в экспозиции Хабаровского музея археологии (филиал Хабаровского краевого музея).
У валунов не было собственника, и следовательно, не было надлежащего ухода за памятником культурного наследия. В июне 2018 года сообщалось, что прокуратура Хабаровского края направила в суд заявление о признании Российской Федерации собственником петроглифов.
В селе Сикачи-Алян расположен этнографический музей — филиал Хабаровского краевого музея. В 2003 году памятник первобытного искусства был предложен к включению в список всемирного наследия ЮНЕСКО.